# Adolphe Léon Willette
Adolphe Léon Willette, né le 30 juillet 1857 à Châlons-sur-Marne et mort le 4 février 1926 à Paris, est un peintre, illustrateur, affichiste, lithographe et caricaturiste français.

## Biographie

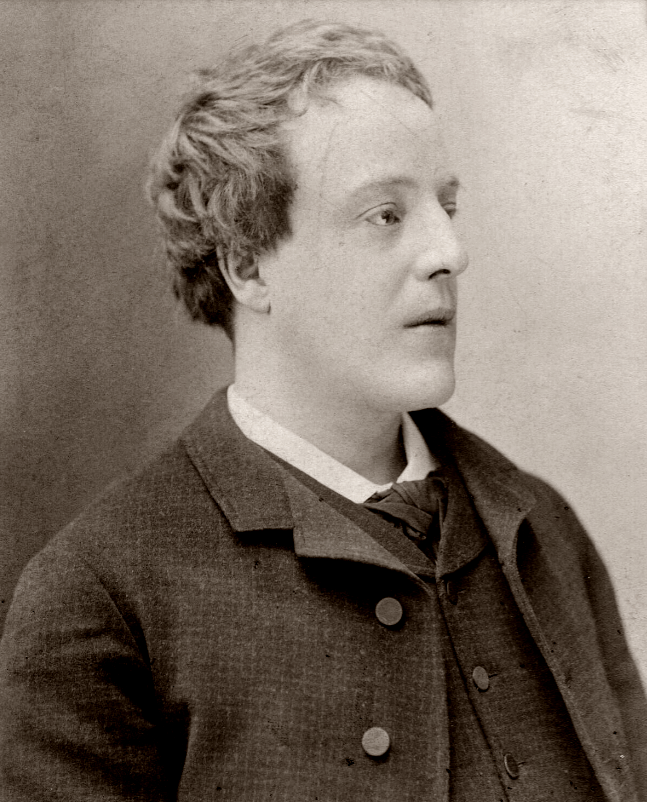
Adolphe Willette par Nadar vers 1880.

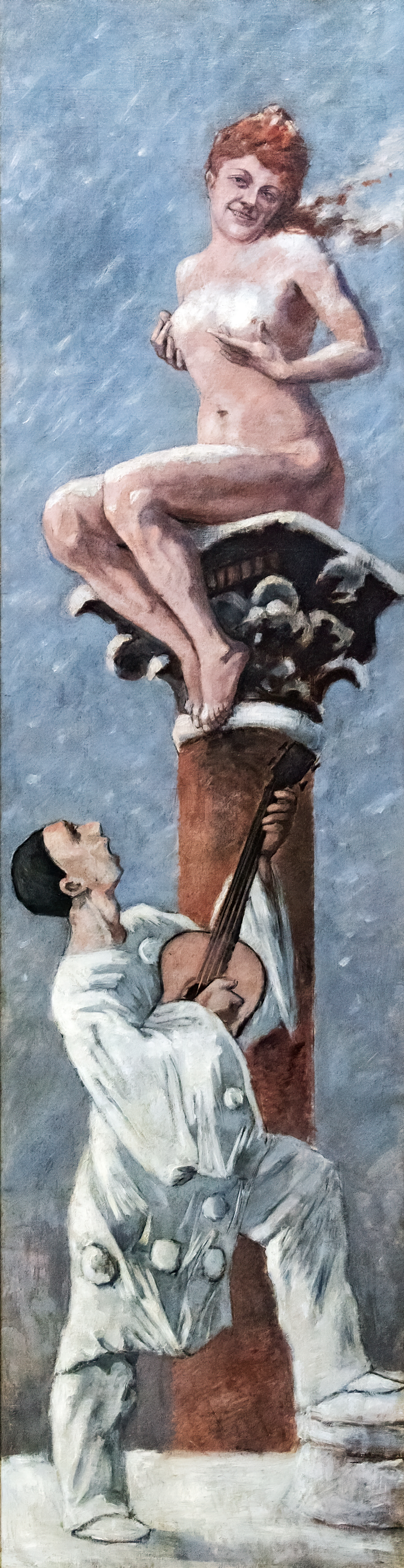
Pierrot et une femme sur une colonne, huile sur toile, Palm Beach, Collection Weisman et Michel, 1885.

Adolphe Willette est le fils du colonel Henri-Léon Willette, aide de camp du maréchal Bazaine, et de Marie Claire Élisabeth Junck. Il est l'époux d'Éva Fleury dont il divorce sans enfant, puis de Charlotte Duchâteau dont il a quatre enfants.
En 1867, il est élève de l'institut Boniface, 18 rue de Condé à Paris, puis, son père étant muté à Dijon, en 1868, du lycée de cette ville. En 1875, l'implication de son père dans l'évasion de Bazaine de l'île Sainte-Marguerite lui vaut d’être radié du lycée. Il intègre alors l'École des beaux-arts de Paris, où il sera l'élève d'Alexandre Cabanel, maître dont il tiendra, analyse Claude Roger, « le mélange d'audace et de classicisme que révèlera son tempérament ». Il y fait la connaissance d'Antonio de La Gandara dès 1875. Il réalise ses premiers dessins de presse, notamment pour La Jeune Garde et La France illustrée, sous le pseudonyme de Nox en 1877 puis débute au Salon en 1881 avec une Tentation de Saint Antoine qui y est remarquée, affirmant « une personnalité qui ne devait pas tarder à se dégager des formules d'école » qui se confirmera dans son envoi de 1886, la Veuve de Pierrot.
En 1882, il s'installe à Montmartre et loue avec son frère, le docteur Willette, un atelier au 20, rue Véron. Il illustre Victor Hugo, peint des fresques et des vitraux, dessine des cartes postales, des affiches publicitaires, des couvertures de livres et, en échange d'un repas, des menus de brasserie. Ses représentations de Pierrot et Colombine lui valent une certaine popularité. En 1883, il réalise un dessin, intitulé Ah ! que c'est beau le soleil !, pour illustrer Le Rêve d'un Viveur, pièce de Jean-Louis Dubut de Laforest. Ce dessin est publié dans l'édition en volume de la pièce.

« En rupture totale avec l'académisme à la mode de Bonnat et autre Bouguereau, Willette ignore tout autant la révolution impressionniste. Sa palette est pauvre et se cantonne le plus souvent dans des harmonies de gris et d'ocres. […] À partir de 1886, il s'éloigne de plus en plus de la peinture, qu'il ne retrouvera qu'à l'occasion de grandes décorations, pour se consacrer au dessin. »

Avec Rodolphe Salis et Émile Goudeau, il participe à la création du cabaret parisien le Chat noir au boulevard Rochechouart, où il expose d'abord une toile refusée au Salon : Une Paire d'amis (Femme et chat noir), puis qu'il décore ensuite de panneaux, notamment celui du Parce Domine (1884), et d'un vitrail, Le Veau d'or ou Te Deum laudamus (1885), alors perçu par John Grand-Carteret comme « un curieux mélange de souvenirs, d'ornements classiques et de conceptions modernes ». Au Chat noir, il retrouve Antonio de La Gandara et fréquente également Henri Rivière, Maurice Donnay, Maurice Rollinat, Henri de Toulouse-Lautrec, Paul Signac, Camille Pissarro, Vincent van Gogh, Louis Anquetin ou Georges Seurat.

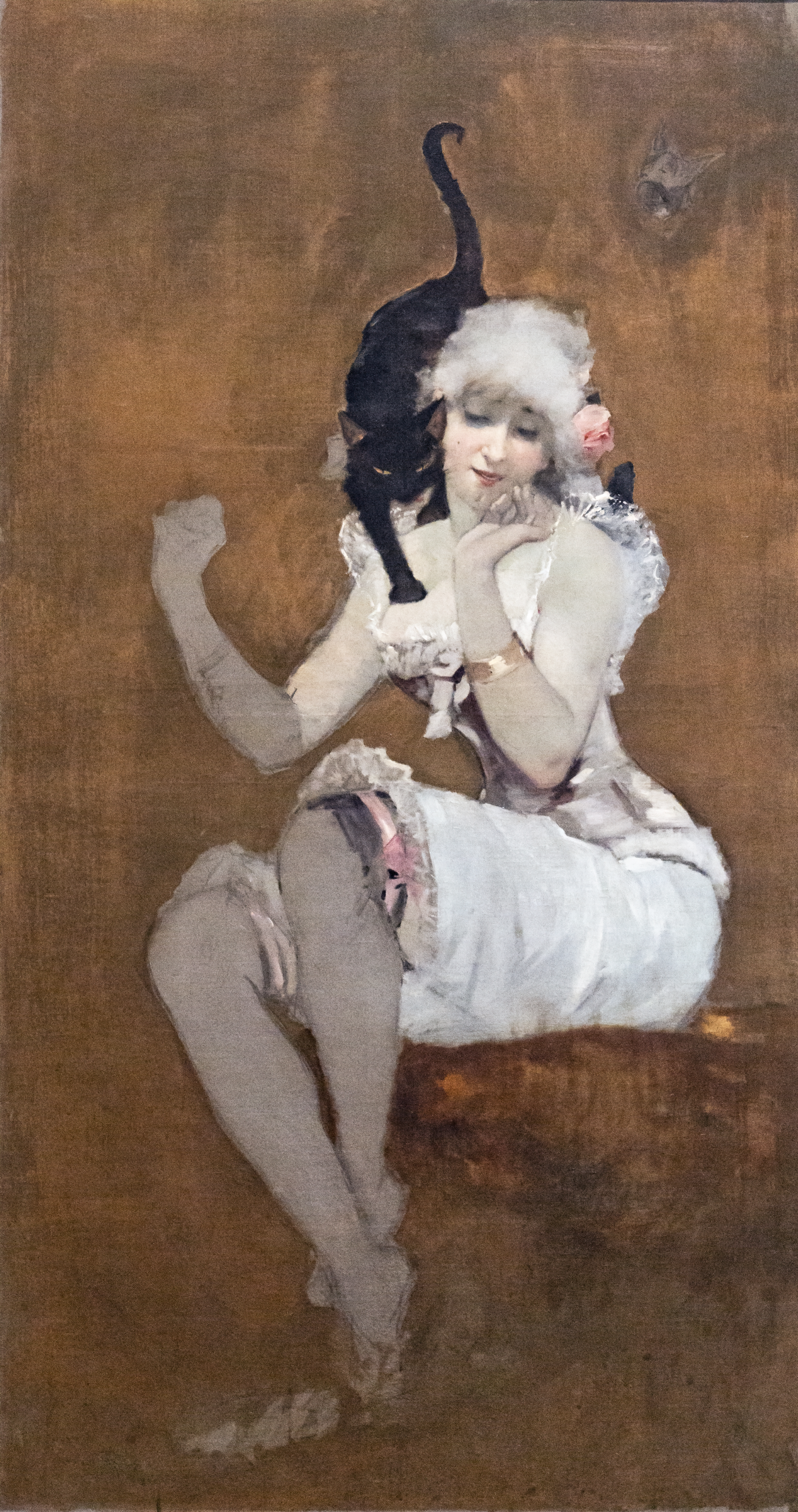
Une paire d'amis (femme et chat noir), Palm Beach, Collection Weisman et Michel, vers 1881.
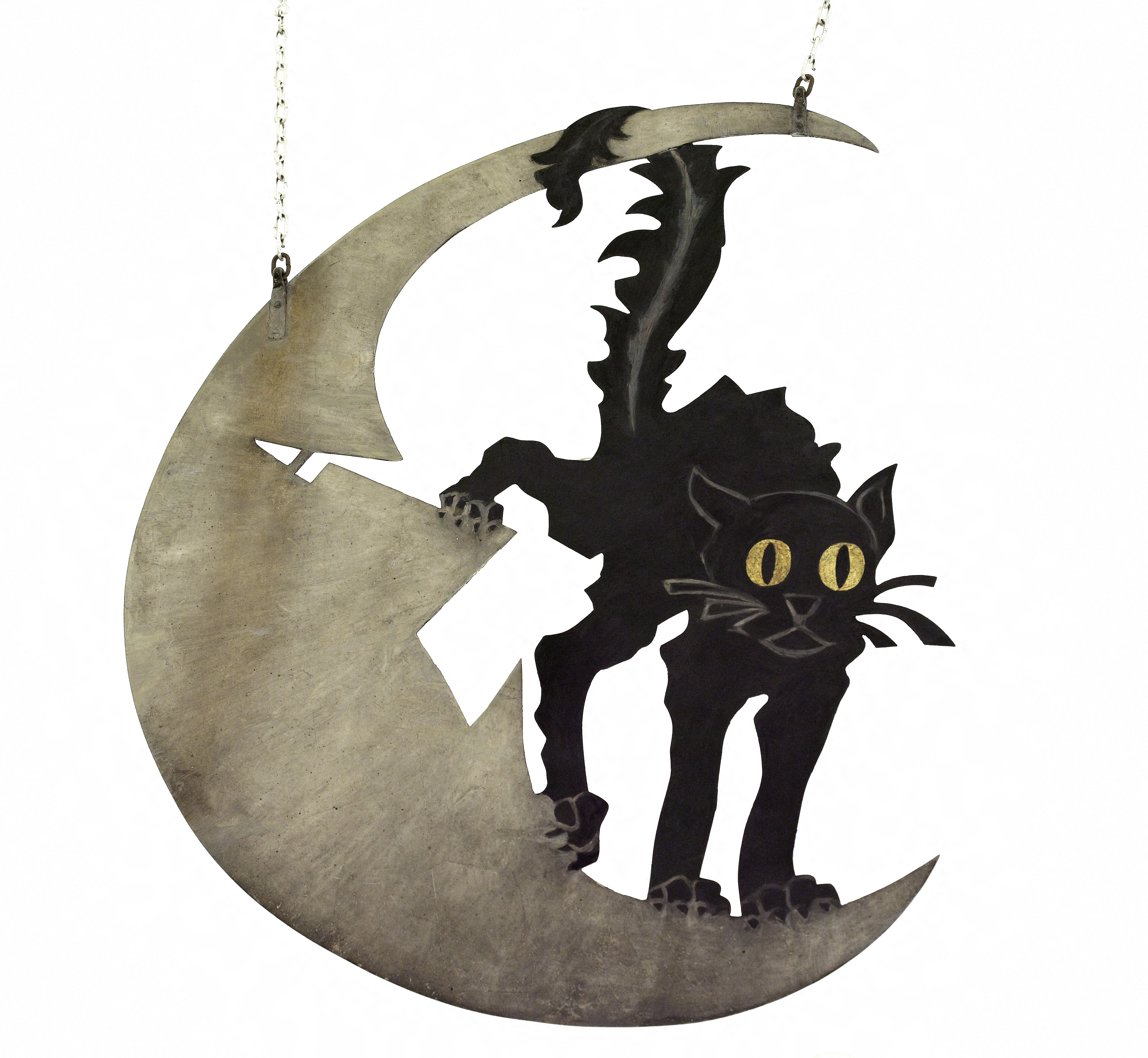
Chat Noir, enseigne du cabaret éponyme, musée Carnavalet, 1881.
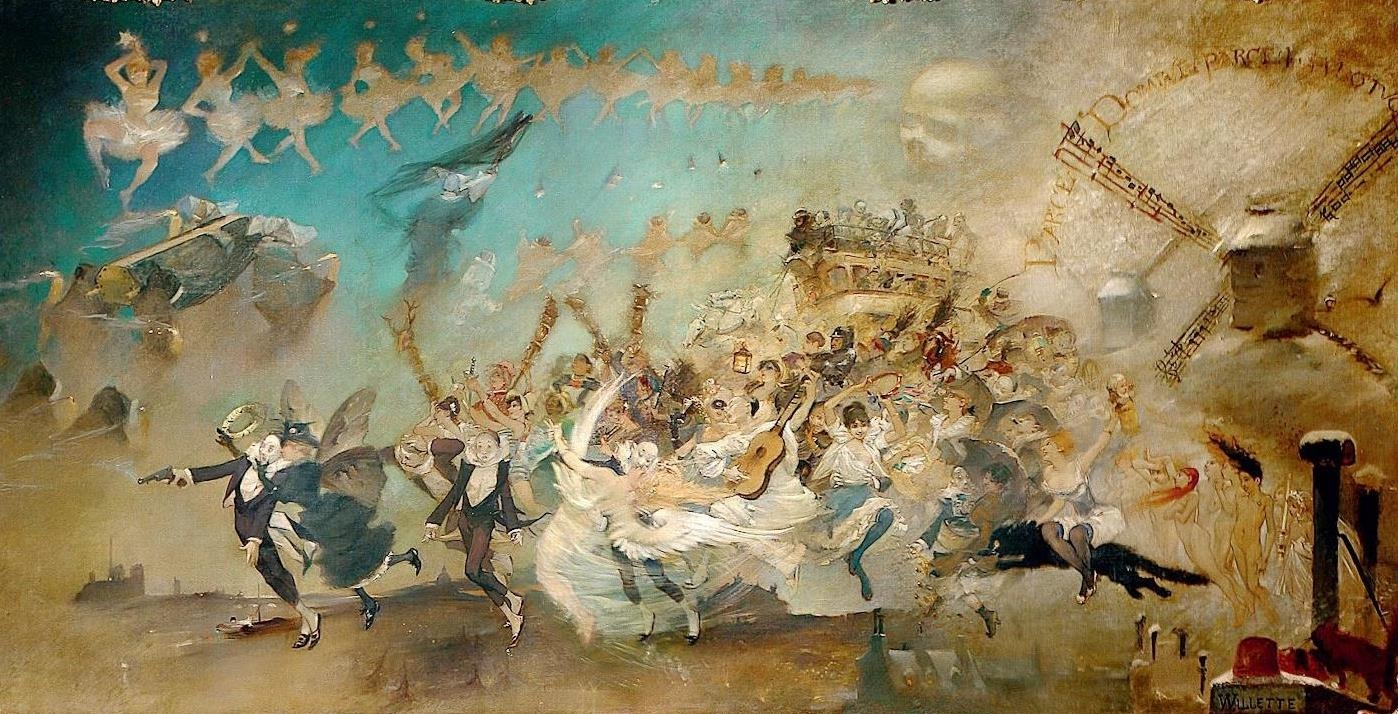
Parce Domine, huile sur toile, Paris, musée de Montmartre, 1884.
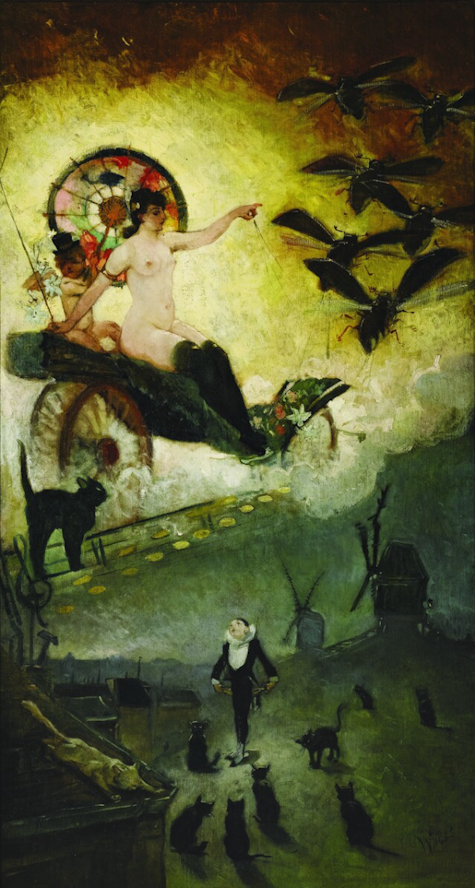
Passage de Vénus devant le Soleil, musée d'art et d'histoire Louis-Senlecq, vers 1885.
Affiche de l'hebdomadaire illustré Le Courrier français, 1885.
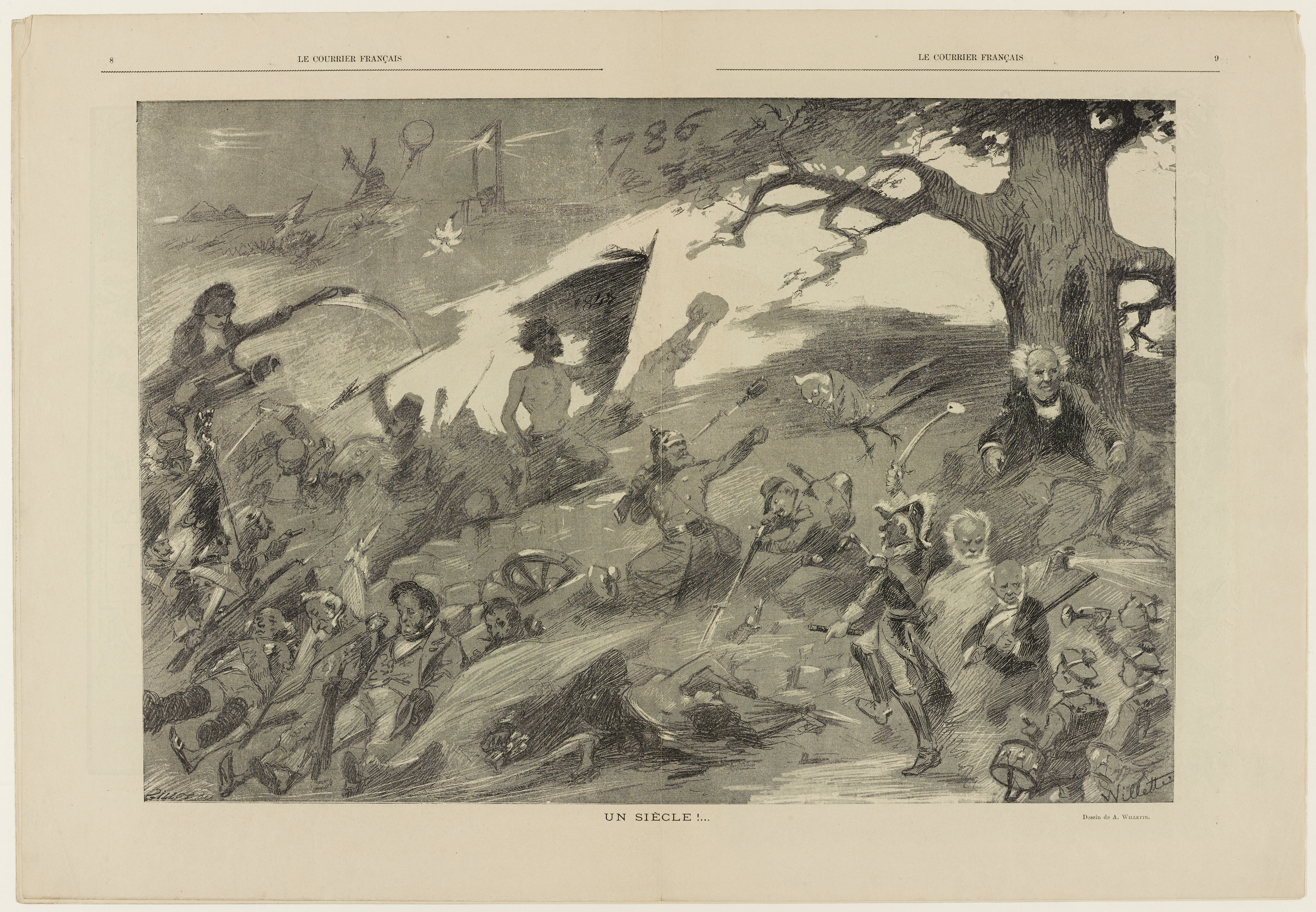
Un siècle !..., dessin pour Le Courrier français, 31 août 1886.
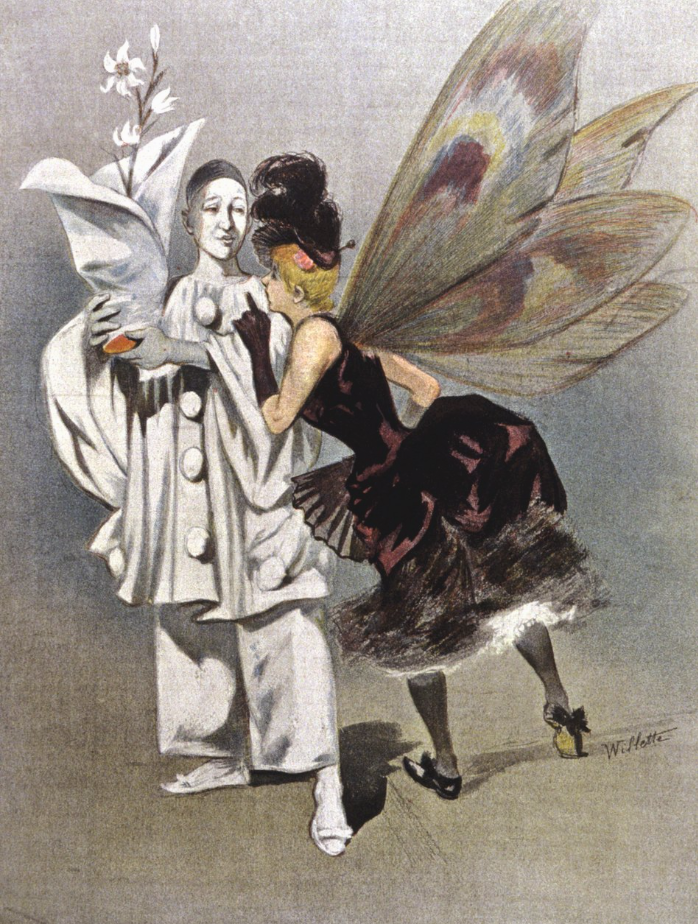
Pierrot et la fée marraine de Colombine, dessin, 1888.
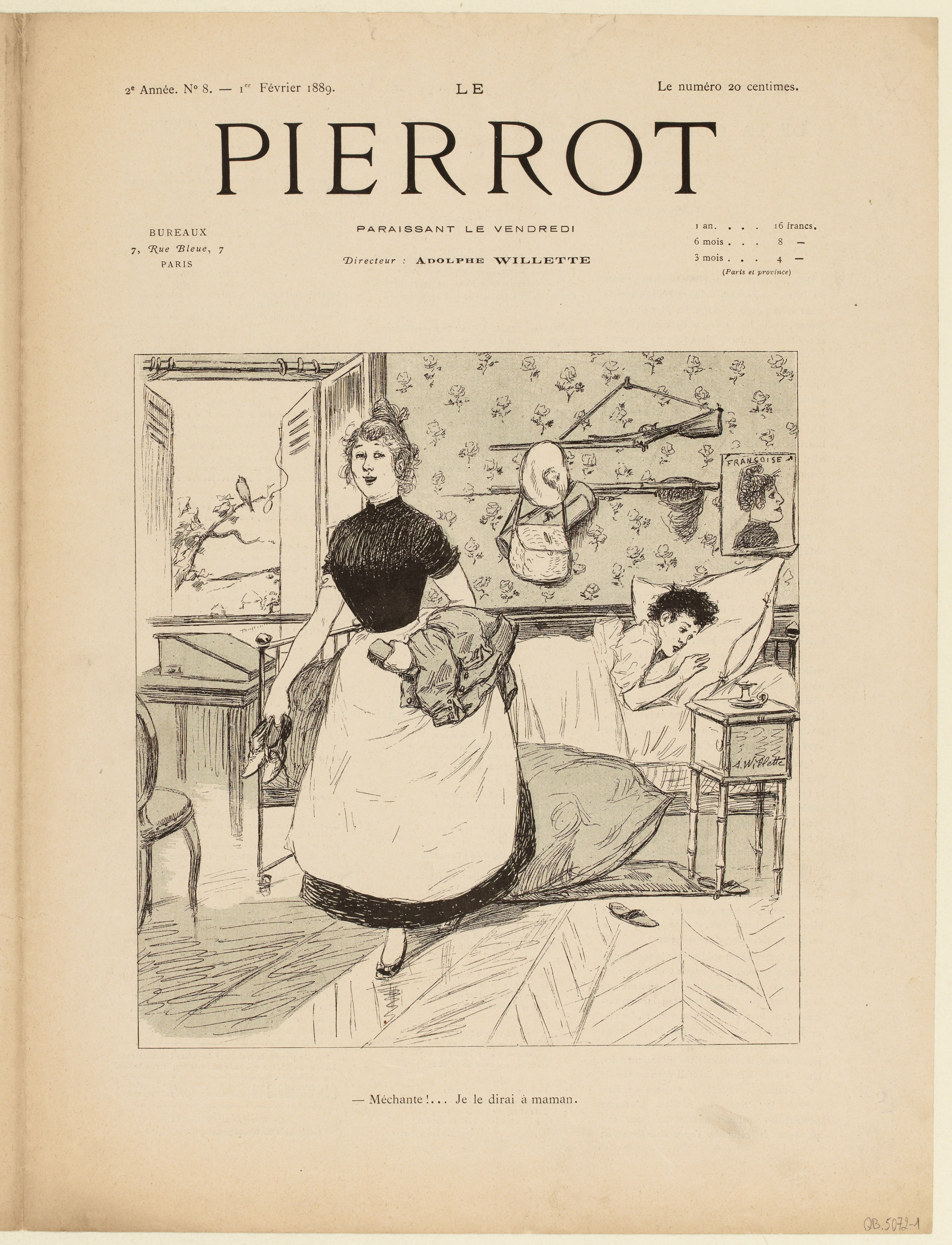
Couverture du magazine Le Pierrot, 1er février 1889.

En 1885, il quitte Le Chat noir afin de dessiner pour une série de journaux anarchistes et fonde son propre magazine Le Pierrot trois ans plus tard. Désormais, il enrichit de commentaires politiques le format de bandes dessinées muettes qu'il avait établi dans Le Chat noir d'après le modèle des pages illustrées de Kaspar Braun.
En 1888, à Paris, a lieu sa première exposition de peintures et de dessins au 34 rue de Provence : Jules Chéret lui fait une affiche. Il décore de nombreux cabarets et restaurants de la butte Montmartre, dont l'auberge du Clou, la Cigale, le hall du bal Tabarin et la Taverne de Paris. En 1889, il imagine l'architecture du Moulin Rouge, entièrement rouge et surmonté d'un immense moulin.

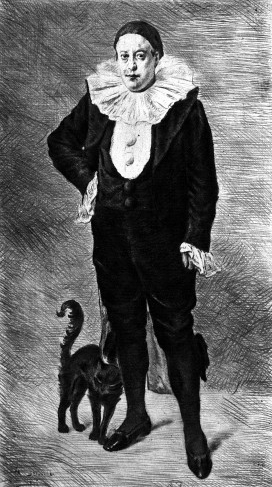
Willette, en pierrot noir, estampe par Marcellin Desboutin, parue dans L'Artiste en mai 1896.

Polémiste ardent, Willette collabore tour à tour à de nombreux périodiques illustrés comme Le Chat noir, puis Le Courrier français (une relation qui, à compter de sa brouille avec Rodolphe Salis, durera 23 ans), Le Triboulet, Le Rire, sans oublier, dès 1901, L'Assiette au Beurre dont il compose la lettre de présentation. Il fonde plusieurs publications comme Le Pierrot (1888-1891 ?), La Vache enragée (1896-1897), Le Pied de nez (1901), Les Humoristes (avec Steinlen en 1901).

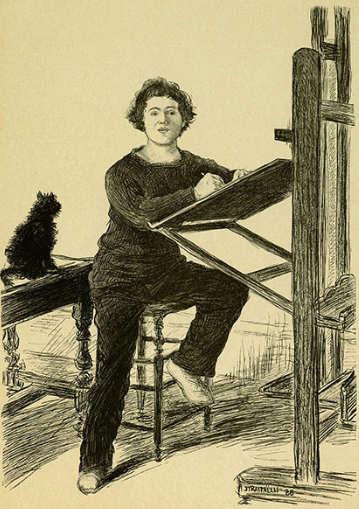
Adolphe Willette, dessin de Jean-François Raffaëlli pour la Revue illustrée, 1er avril 1889.

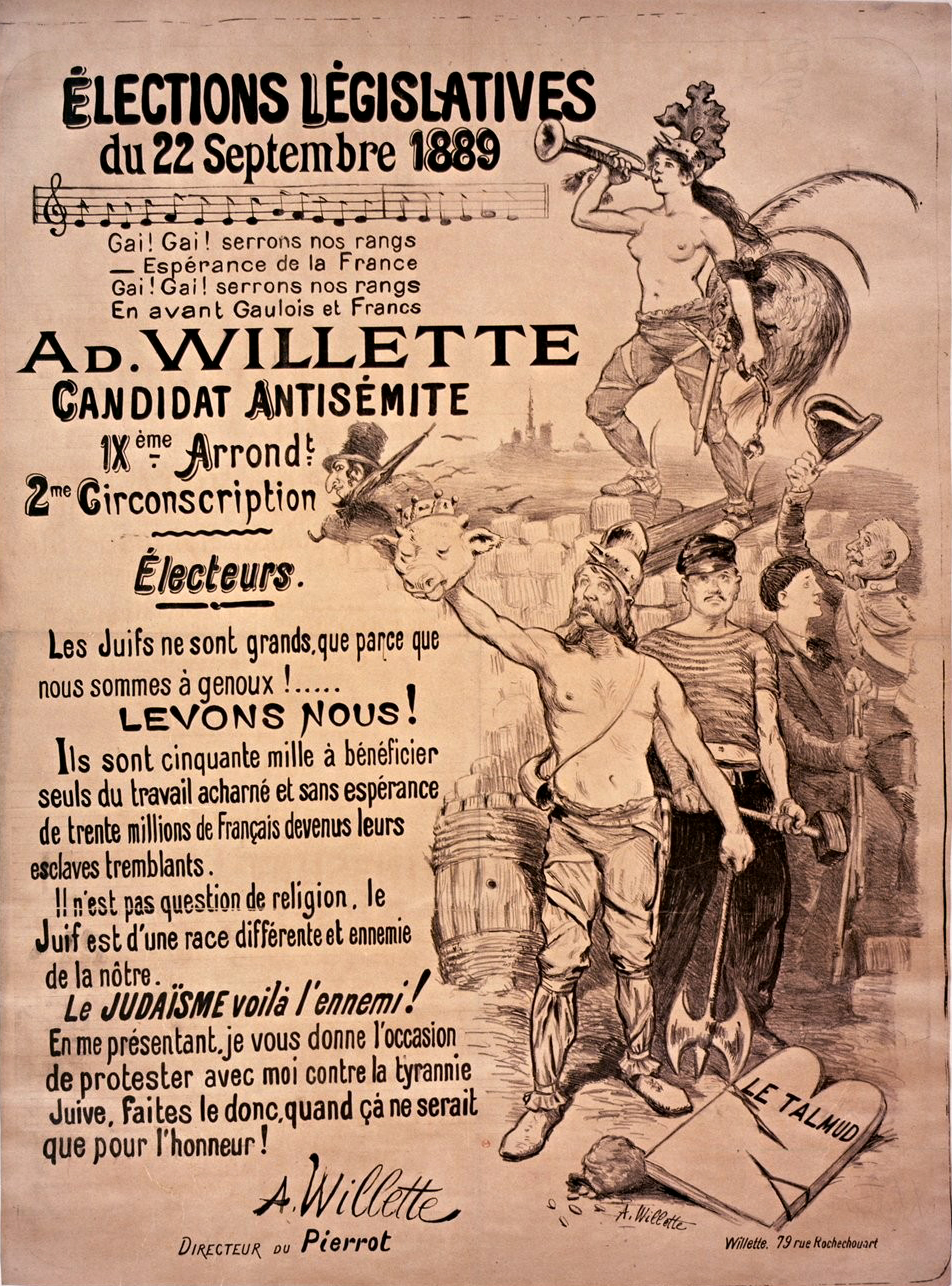
Adolphe Willette, candidat antisémite. Affiche pour les élections législatives du 22 septembre 1889.

En 1889, en pleine affaire Boulanger, et sans écarter ici l'hypothèse d'une « blague », dans le style du Chat noir, d'un goût exécrable, Willette se présente comme unique « candidat antisémite » aux élections législatives du 22 septembre, dans la 2e circonscription du 9e arrondissement de Paris. Une affiche est produite, laquelle fut récupérée en 1942-1943 sous l'Occupation, selon Laurent Gervereau. À l'issue du premier tour du scrutin, Willette n'a obtenu que 19 voix sur 11 371 votants (0,17 %), en cinquième position derrière le socialiste possibiliste F. Dandreux (2,36 %), le radical Paul Strauss (25,16 %), l'opportuniste Georges Berger (26 %) et le député sortant boulangiste Louis Andrieux (44,37 %). Il obtient encore une voix au second tour.
En 1891, il prend la défense du Montmartrois et communard Jean-Baptiste Clément condamné pour ses activités syndicalistes et militantes à deux ans de prison et cinq ans d'interdiction de séjour.
Un dessin qui parait dans Le Courrier français montre une jolie et aguichante jeune fille qui chante avec insouciance. Elle marche enchaînée et encadrée par deux antipathiques gendarmes. L'un d'eux s'est emparé du panier de cerises qu'elle avait au bras. Une légende accompagne le dessin, en forme de nouveau couplet de la célèbre chanson de Jean-Baptiste Clément, Le Temps des cerises :
Quand il reviendra, le temps des cerises

Pandore idiot, magistrats moqueurs

Seront tous en fête !

Gendarmes auront la folie en tête

À l'ombre seront poëtes chanteurs

Quand il reviendra le temps des cerises

Siffleront bien haut les chassepots vengeurs !

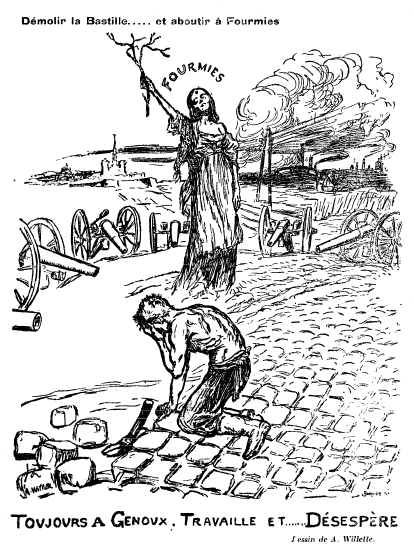
« Démolir la Bastille… et aboutir à Fourmies… », dessin, Almanach du Père Peinard, 1891.

Durant l'affaire Dreyfus, à partir de 1894, il se range du côté des antidreyfusards avec d'autres artistes proches comme Caran d'Ache:14 ou Forain. Par ailleurs, il collabore au journal La Libre Parole illustrée (1893-1897) dirigé par le nationaliste antisémite Édouard Drumont.

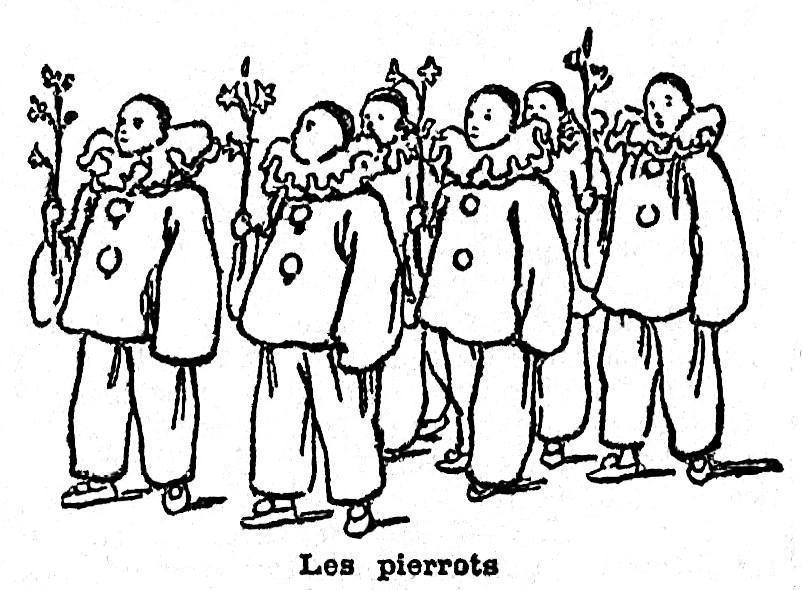
Une partie de la troupe de pierrots et colombines que Willette, costumé en pierrot noir, conduisait à la promenade de la Vache enragée, 1896.

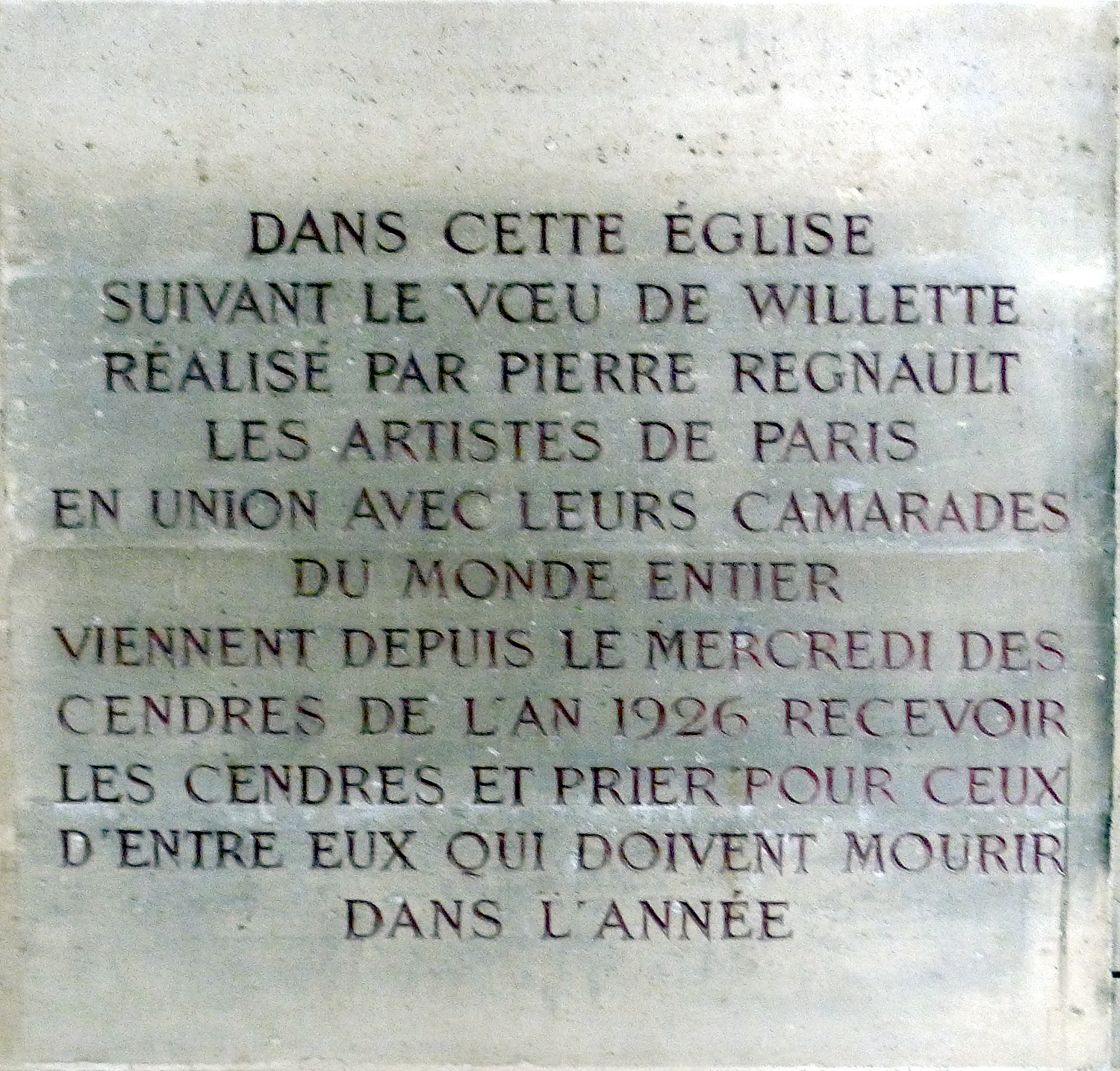
Plaque en l'Église Saint-Germain-l'Auxerrois de Paris

 En 1896, il participe à l'organisation du premier cortège carnavalesque montmartrois de la Promenade de la Vache enragée. Il y défile costumé en pierrot noir, à la tête d'une joyeuse troupe de pierrots et colombines. Il est responsable de la deuxième édition de la fête qui a lieu l'année suivante ; ce sera la dernière édition de ce défilé de son vivant.
Il est membre de la goguette du Cornet. Nommé chevalier de la Légion d'honneur en 1906, il est ensuite élevé au rang d'officier de ce même ordre en 1912.
En 1907, il lance une pétition pour le respect du droit d'auteur et la rédaction d'une loi sur la propriété artistique (cette loi sera votée en 1912). En 1909 est fondée la première société pour le droit d'auteur des artiste et il en devient le premier président.
Dans l'hôtel de ville de Paris, il décore la salle des commissions — dite salon Willette — qui est inaugurée en 1909. Il s'agit de vastes panneaux décoratifs représentant des scènes de la vie parisienne, décrits comme des peintures ensoleillées qui clament la joie de vivre.
En 1911, le musée des Arts décoratifs lui consacre une grande rétrospective, et Guillaume Apollinaire en rend compte : « L'art de Willette consiste surtout en une alliance charmante de l'esprit et de la poésie, de la peinture et de la chanson, de l'allégorie et de la vie même. S'il y a beaucoup de gaieté et d'insouciance sur tous les visages de ses tableaux, l'on y découvre aussi de la mélancolie. »
En 1914, l'architecte Pierre Regnault, fondateur de l'Union des catholiques des beaux-arts, invite ses membres à une messe en mémoire des membres défunts. Willette répond à l'invitation et suggère de dire cette messe « pour ceux qui vont mourir dans l'année en cours, et que cet office soit fait dans une vieille église de Paris, historique, par exemple l'église Saint-Germain-l'Auxerrois de Paris, le mercredi des Cendres ». Cette première messe fut célébrée le 28 juin 1914 dans ladite église avec lecture de la prière de Willette. Elle deviendra annuelle à partir de 1926, après la mort de Willette. Une dalle en pierre scellée dans le mur de l'église y commémore l'événement.
À partir de 1915, il parraine un groupe de jeunes artistes de Coutances qui, se proposant de « rénover l'art populaire » et de « faire connaître et aimer Coutances, non seulement en Normandie, mais encore dans tous les milieux de lettrés et d'artistes du pays », fondent Le Pou qui grimpe. En 1919, il publie ses souvenirs, sous le titre Feu Pierrot chez Henri Floury.
En 1920, avec Forain, Guérin, Neumont et Poulbot, il fait partie des fondateurs de la République de Montmartre. Il en sera le premier président jusqu'au 14 août 1923. En 1923, il pose la première pierre du dispensaire Les Petits Poulbots ouvert par Poulbot pour venir en aide aux enfants nécessiteux de Montmartre.
Adolphe Willette meurt d'une congestion pulmonaire en son domicile, le petit hôtel du 28, rue Lacroix dans le 17e arrondissement de Paris, le 4 février 1926,, « ne laissant à sa femme et à ses trois filles, évoque Jean-Paul Crespelle, que quelques billets de mille, bien marri de partir aussi démuni, malgré sa célébrité, que l'un de ses Pierrots noceurs ». Il est inhumé au cimetière du Montparnasse (division 2), où l'oraison funèbre est prononcée par Jean-Louis Forain.

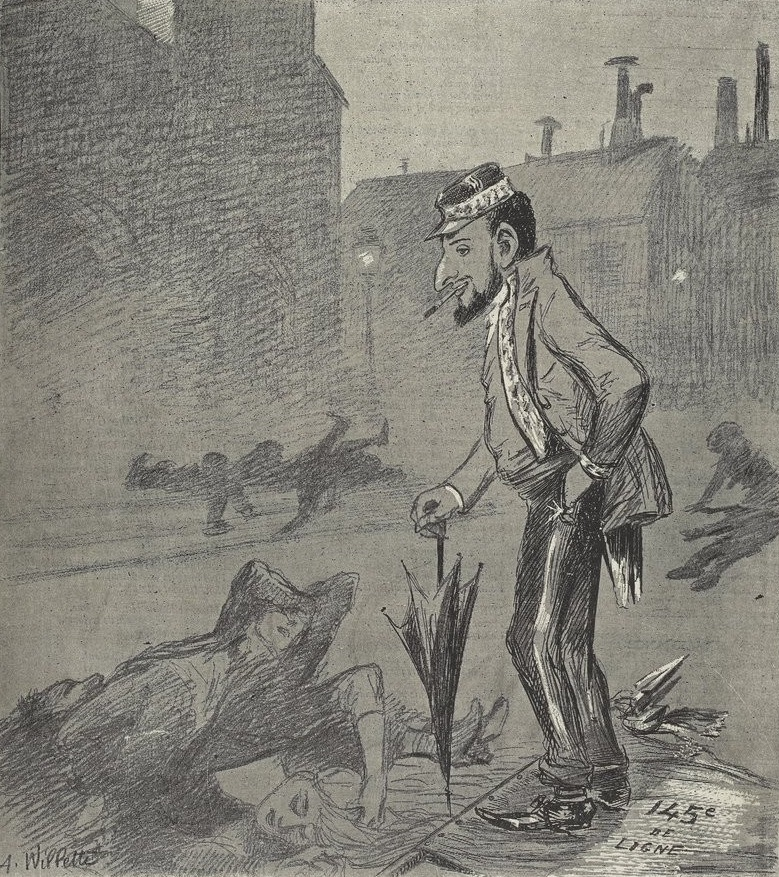
Monsieur Isaac et son œuvre, dessin antisémite de Willette, 1891.

## Décorations
- Officier de la Légion d'honneur (1912)[33]
- Officier d'académie (1887)[2]
- Chevalier de l'ordre royal de l'Étoile polaire (Suède)[34]

## Postérité
En 1927, le nouveau square inauguré au pied du Sacré-Cœur est baptisé en son honneur « square Willette ». Il porte ce nom jusqu'en 2004. Le 28 février 2004, à la suite d'une délibération du Conseil de Paris souhaitant à la fois qu'Adolphe Willette, connu pour son engagement antisémite des années 1889-1895, ne soit plus ainsi glorifié, et honorer la mémoire d'une femme engagée et liée à l'histoire des combats de la Commune de Paris, ce square est rebaptisé square Louise-Michel, du nom de la communarde montmartroise Louise Michel,.
Une rue porte le nom d'Adolphe Willette à Châlons-en-Champagne, ville où il est né, ainsi qu'à Dijon. Une allée porte son nom à Coutances en hommage au soutien apporté à l'ancien groupe culturel coutançais Le Pou qui grimpe.

## Œuvre
L'œuvre graphique de Willette est à ce jour difficilement mesurable en termes de quantité et un catalogue raisonné relève de la gageure. Outre les dessins de presse, les tableaux et les gravures, on compterait des éventails, boîtes de friandises, menus, images scolaires ou religieuses, tracts, enseignes de boutique, cartes postales, faire-part de naissance, affiches, décorations murales de lieux publics, chansons illustrées, mais aussi chars carnavalesques, déguisements, costumes de scène, bannière religieuse, etc.

### Affiches
Willette est un affichiste prolifique reconnu de son temps pour son talent de lithographe par Jules Chéret, Henri Beraldi ou encore John Grand-Carteret et Armand Lods.

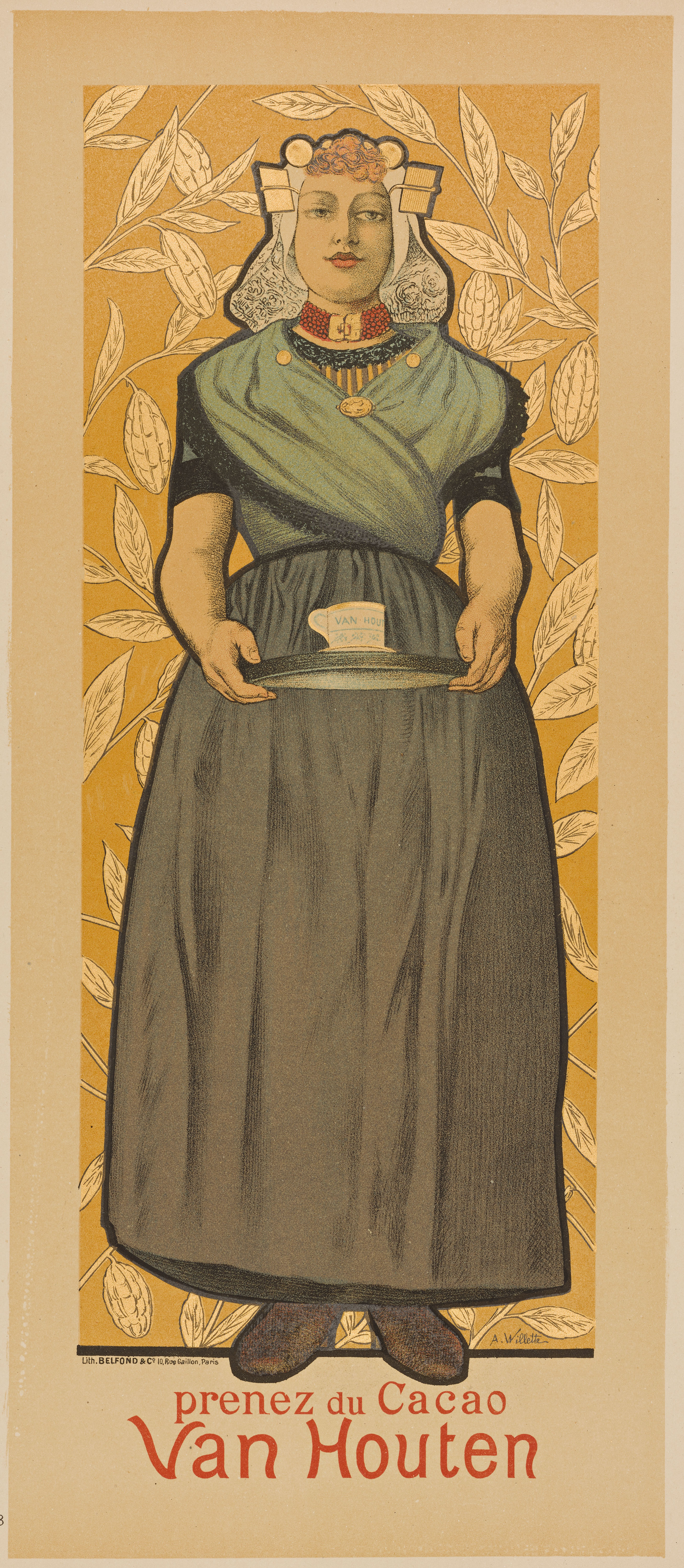
Réclame Van Houten, Willette, 1893 (reproduite dans Les Maîtres de l'affiche).

- Le Petit National : transformation complète , révolution dans la presse, lithographie en rouge et noir, Paris, Imprimerie des Arts et Manufactures, 1888, Catalogue général de la BNF, en ligne.

- Élection législative du 22 septembre 1889… Ad. Willette candidat antisémite…, lithographie en noir signée « A. Willette directeur du Pierrot » avec son adresse de domicile, Paris, 1889, musée des Civilisations de l'Europe et de la Méditerranée, Marseille ; Musée d'Art et d'Histoire du judaïsme, Paris, Musée des Civilisations de l'Europe et de la Méditerranée, Adolphe Willette dans les collections.
- Le Courrier français illustré, Lithographie Vieillemard & ses fils, Paris, 1890, Catalogue général de la BNF, en ligne.
- L'Enfant prodigue, 1890, affiche pour la pantomime de Michel Carré fils au Théâtre des Bouffes-Parisiens, Paris, lithographie sur papier, musée des arts décoratifs de Paris.
- Salle des Capucines, Paris, Lithographie Sicard et Farradesche, 1890.
- Exposition Internationale des produits du commerce et de l'industrie, Palais des Beaux-Arts & Galerie Rapp, Imprimerie Charles Verneau (Paris), 1893.
- Exposition des œuvres de Charlet et de lithographies modernes, Imprimerie Belfond, 1893, citée dans Les Maîtres de l'affiche, no 194.
- Prenez du cacao Van Houten, Paris, Imprimerie Belfond, 1893.
- La Revue déshabillée de Mr Jean d'Arc. Tous les soirs aux Ambassadeurs, Imprimerie du Courrier Français (Paris), 1894.
- Demandez chez votre épicier le cacao Van Houten, Paris, Imprimerie Charles Verneau, 1894.
- Grande matinée artistique organisée par la Patrie et la Presse, le dimanche 4 avril… au profit des blessés grecs et crétois, Imprimerie de la Presse, 16, rue du Croissant (Paris), 1897.
- Fer Bravais contre l'anémie, Imprimerie Delanchy (Paris), 1897.
- Salon des Cent, XXVIe exposition d'ensemble, lithographie sur papier, Paris, 1897, Museum of Modern Art, New York[42].
- Fer Bravais contre l'anémie, imprimerie Delanchy & Cie, Paris, 1898, musée de l'histoire du fer, Jarville-la-Malgrange, Musée de l'histoire du fer, Adolphe Willette dans les collections.
- Ligue volontaire contre l'alcoolisme L'esclave volontaire, 1905[43].
- Journée du poilu, 25-26 décembre 1915, organisée par le Parlement, imprimerie Devambez (Paris), 1915.
- Journées de l'Hérault 15 octobre 1916 au profit exclusif des œuvres de guerre du département, imprimerie Devambez, 1916.
- Hâtez la Victoire en souscrivant à l'Emprunt de la Défense nationale On souscrit sans frais chez tous les notaires, imprimerie Devambez, 1916.
- Journées de Seine-et-Marne 1917, Paris, imprimerie Devambez, 1917.

### Estampes et caricatures
- Fonds du Département des arts graphiques du musée du Louvre, Paris, Œuvres graphiques sur la base arts-graphiques.louvre.fr.
- Le Quadrille naturaliste, dessin gravé par Charles Gillot, eau-forte, 1885, Catalogue général de la BNF, en ligne.
- Enfin ! Voilà le choléra, 1885, aquatinte, planche no 15 de Pauvre Pierrot, L'Isle-Adam, musée d'art et d'histoire Louis-Senlecq.
- Programme du Théâtre libre : Chevalerie rustique L'Amante du Christ Marié Les Bouchers, lithographie, 1888, National Gallery of Art, Washington, National Gallery of Art, Adolphe Léon Willette dans les collections.
- 4 caricatures antisémites de Willette datées 1889-1895 (plus deux reprises en 1942) au musée d'art et d'histoire du judaïsme (Paris), Catalogue des collections du musée d'art et d'histoire du judaïsme.

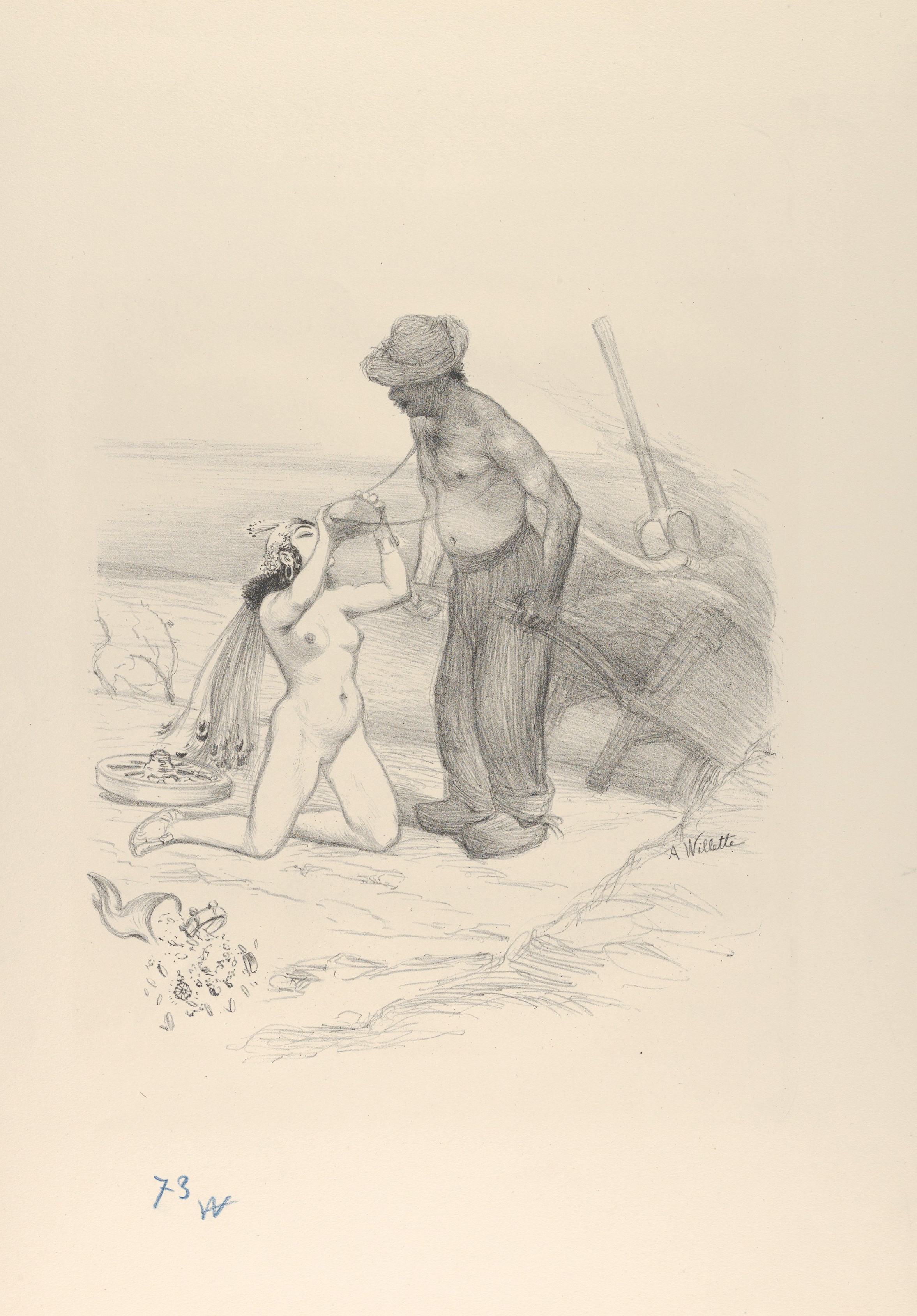
La Fortune, lithographie, MMA, New-York, 1893.

- La Fortune, lithographie, MMA, New-York, 1893.Jeune femme, Williamstown, Clark Art Institute.
- Cortège nocturne, Genève, Association des Amis du Petit-Palais.
- Tu seras immortel (hommage à Auguste Rodin), héliogravure sur carton, 1910, musée Rodin, Paris, Musée Rodin, Adolphe Willette dans les collections.
- Quelques pages religieuses et artistiques (en collaboration avec S. Clair), André Marty imprimeur, 1915, Plougasnou.
- Il est bien entendu, les mères du monde, qu'après cette guerre nous ne reverrons plus cette saloperie dans la plaine Monceau, caricature en couleurs signée et datée de 1916 — origine et localisation inconnues.

### Peintures
- Zut ! V'là l'printemps, huile sur toile, 1882, Paris, musée de Montmartre.
- Parce Domine…, 1884, toile ayant anciennement orné le cabaret du Chat Noir de la rue de Rochechouart, Paris, musée de Montmartre, Jacques Benoist, « Adolphe Léon Willette dit Pierrot », étude pour la revue Catholicisme, octobre 1998.
- Cortège nocturne, huile sur toile, 1884, Petit Palais, Genève.
- Passage de Vénus devant le soleil, huile sur toile, 1885, musée d'Art et d'Histoire Louis-Senlecq[44],[45] ;
- La Princesse nue, huile sur toile 170x120cm, 1892, L'Isle-Adam, musée d'Art et d'Histoire Louis-Senlecq.
- Les amours d'autrefois se battant avec les amours d'aujourd'hui (1895), plafond de l'hôtel particulier de Fernand Xau, directeur du Journal, avenue Victor-Hugo, Paris.
- Notre-Dame de Paris, huile sur toile, 1904, Petit Palais, Paris[46].
- Plafond de la chapelle Saint-Yves, maison Ker-Maria, Plougasnou, 1918.
- Portrait de femme, Défilé, musée des beaux-arts et d'archéologie de Châlons-en-Champagne.
- La Fortune, huile sur toile, L'Isle Adam, musée d'Art et d'Histoire Louis-Senlecq.
- À la pensée, gouache, projet d'enseigne du magasin Henry Pensée, Paris, musée Carnavalet.

### Vitraux
- Le Veau d'or ou Te deum laudamus (1885), vitrail pour le cabaret du Chat Noir de la rue de Rochechouart, Paris, Musée Carnavalet.
- Vitrail pour l'église Saint-Pierre de Plougasnou (Finistère) (1914).

### Illustrations
- Pauvre Pierrot, 1888.
- Émile Vitta, Farandole des Pierrots, quinze dessins d'Adolphe Léon Willette, Paris, Vanier, 1890.
- Arsène Alexandre, La Sœur de Pierrot, dessins d'Adolphe Léon Willette, Delagrave, 1893.
- Jules Lemaître (ill. A. Willette), « La Vierge aux anges », L'Illustration,‎ décembre 1906, p. 6-9 (lire en ligne).
- Henry Detouche, Les Peintres de la femme intégrale, illustrations de Félicien Rops et Adolphe Léon Willette, Paris, Blaizot, 1906.
- Henry Detouche, Les grains du sablier (Sous la dictée de la vie, 2e partie), frontispice d'Adolphe Léon Willette, 1908.

### Éventails
- Le Vent de la folie, héliogravure sur papier, 1900, musée des Beaux-Arts de Bordeaux, Adolphe Willette dans les collections.
- Éventail pour la parfum Azuréa, chromolithographie, 1906, musée d'Art et d'histoire Louis-Senlecq, L'Isle-Adam.Georgina Letourny-Bordier, « Un vent de folie ou les éventails de Willette », Adolphe Willette, 1857-1926, Lienart, 2014 (consulter en ligne).

### Ombre chinoise
- « Colombine consentante », ombre chinoise, Adolphe Willette dans les collections, musée de Châtellerault (consulté le 1er septembre 2021).

### Publications
- Œuvres choisies, contenant 100 dessins choisis dans le Courrier Français de 1884 à 1901, sous la haute direction du R.P.Lavigne et de Feu Gère, H. Simonis Empis Éditeur, Paris 1901.
- Feu Pierrot, 1857-19? : autobiographie, avec dessins de l'auteur, Paris, Henri Floury, 1919 (lire en ligne), p. 114.
- Pauvre Pierrot, recueil de poèmes, précédé de Pierrot ressuscité, 1926.

## Expositions

### Expositions collectives

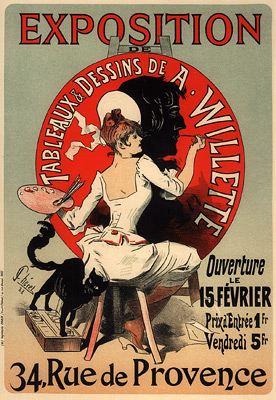
Affiche de l'exposition des œuvres de Willette par Jules Chéret, 1888.

- Salon des artistes français, 1881 : La Tentation de Saint-Antoine.
- Salon des artistes Français, 1883 : Le Mauvais Larron.
- Salon des indépendants, Paris, mars 1890.
- Salon des Cent, Paris 1894.
- Exposition d'affiches, palais des consuls, Rouen, avril 1895.
- Exposition universelle de 1900, Paris : La veuve de Pierrot.
- Galerie Berthe Weill, mars 1902.
- Premier, deuxième et troisième Salon des dessinateurs humoristes, Palais de la mode, Paris, avril 1911, mars 1912, mars 1913.
- Salon des arts décoratifs, Paris, avril 1911.
- Exposition triennale des beaux-arts, Paris, juillet 1912.
- Peintres de la femme, 140 avenue des Champs-Élysées, Paris, février 1913.
- L'art et l'enfance, musée Galliera, Nice, juin 1913.
- Exposition de l'humour, Cercle universitaire des arts, Paris, mars 1914.
- (en) The circle of Toulouse-Lautrec, Jane Voorhees Zimmerli Art Museum, New Brunswick (New Jersey), 1985.
- (en) Le Chat Noir, a Montmartre cabaret and its artists in turn-of-the-century Paris, Santa Barbara Museum of Art (en), Santa Barbara, 1993.
- Le Dessin de presse à la Belle Époque Gill, Steinlen, Léandre, Forain, Willette, Poulbot, musée de Montmartre, Paris, mars-juin 2010[47].
- Autour du Chat Noir Arts et plaisirs à Montmartre (1880-1910), musée de Montmartre, Paris, septembre 2012 juin 2013[48].
- Limoges 14-18 Être artiste dans la Grande Guerre, musée de la Résistance, Limoges, 2015[49].
- Artistes à Montmartre Lieux et ateliers mythiques, musée de Montmartre, Paris, octobre 2018 janvier 2019.
- Collection David Weisman et Jacqueline Michel, musée de Montmartre, Paris, octobre 2019 janvier 2020[50].

### Expositions personnelles
- Pavillon de Marsan, musée du Louvre, Paris, janvier-février 1911.
- Galerie Lochard, 182 boulevard Saint-Germain, Paris, juin 1924.
- Hommage à Adolphe Willette, musée d'art et d'histoire Louis-Senlecq, L'Isle-Adam, 1987.
- Adolphe Willette (1857-1926) "J'étais bien plus heureux quand j'étais malheureux", rétrospective, musée d'art et d'histoire Louis-Senlecq, L'Isle-Adam, du 15 juin au 15 septembre 2014[51],[52],[53],[54], puis musée Félicien Rops, Namur, octobre 2014 janvier 2015[55],[56],[57].

## Réception critique

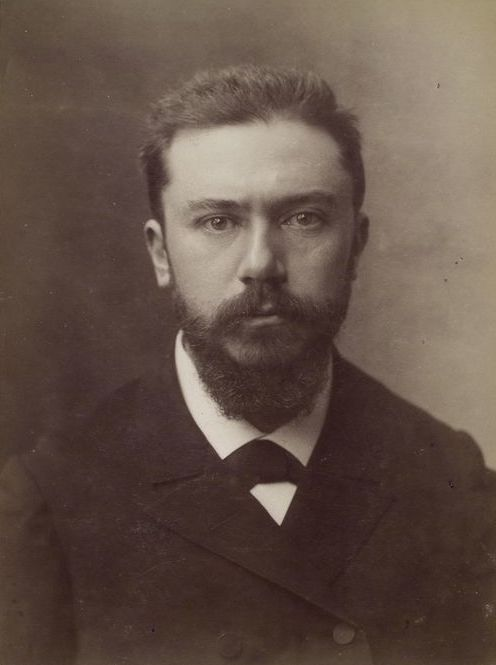
Gustave Geffroy.

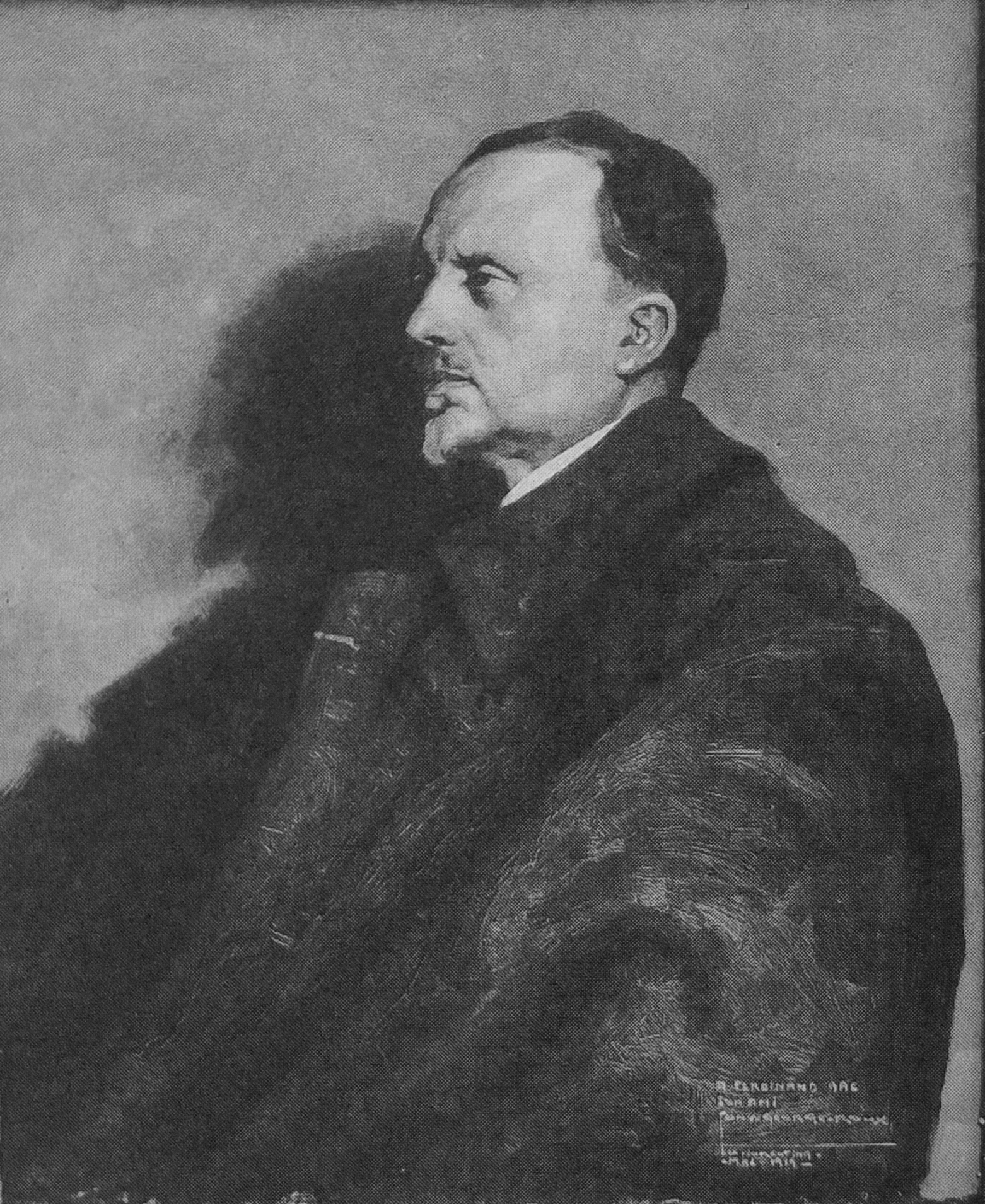
Ferdinand Bac.

« Adolphe Willette est aussi un poète et ses dessins, toujours mystiques, voilent, par leurs formes gaies, souvent légère, une idée de philosophie naïve. »

— Paul Leclercq

« Willette, c'est d'abord la petite femme aux yeux limpides, au nez mutin, blonde, maigre, mais fausse maigre, avec un corsage et une croupe offrant à la curiosité sensuelle des chairs lourdes et des finesses d'attaches. Sa toilette change avec sa fortune, mais elle a toujours les mêmes dessous, que Willette excellait à représenter : la chemisette, le pantalon bouffant et brodé, le corset noir qui lui amenuise la taille et lui ballonne les reins, les bas rayés qui collent à son mollet au placé et à sa cheville sèche. »

— Gustave Geffroy

« L'œuvre de Willette frappe par sa vivacité, ses contrastes et l'abondance de la vie qu'elle exalte. Elle veut réagir contre la tristesse dont fut saisie la génération qui suivit la guerre de 1870. Willette a montré, se prenant pour modèle, la joie de respirer librement, de jouir du monde avec franchise. Et si, comme on le verra, sa muse s'est parfois révélée violente, c'est au nom du bonheur refusé? S'il égare, oh pas longtemps, ses héros dans les cimetières, où seulement est la vraie égalité, c'est pour qu'ils sentent mieux ensuite le prix de l'existence ; au reste vite ils se consolent ; de nouvelles amours fleurissent sur les tombes et des danses fleuries se mêlent aux sombres cortèges (Parce Domine)… Les femmes que volontiers il représente ont la souplesse des vierges, leurs délicieuses mutineries ; leurs torses sont minces et blonds ; bergères, princesses ou trottins, leurs seins rieurs jaillissent avec une égale jeunesse. Vous révolterez-vous au nom de la pudeur et n'aimerez-vous pas des spectacles si aimables ? Vous indignerez-vous si l'ouvrière aux jambes nues presse un lys ironique contre sa poitrine, si l'amour qui demain naître se devine chez la communiante aux yeux baissés, si la candeur pas une minute n'abandonne la Veuve de Pierrot que consolent les croque-morts ? »

— Claude Roger

« Les innombrables dessins humoristiques de Willette resteront sans doute son meilleur titre de gloire. Ils ont charmé toute une génération par leur grâce alerte, leur gaieté satirique mais sans aigreur. Ses amours malicieux et ses jolies filles descendent en ligne directe des enfants et des bergères de Boucher. Il fut moins heureux dans son carton de tapisserie qui reste une vignette agrandie… Son Parce Domine restera comme un témoignage d'un moment de fantaisie parisienne et d'un Montmartre qui n'est plus. »

— Léon Deshairs

« Willette était le Français qui n'a pas voyagé. Il tournait comme un hanneton autour de sa colline sacrée. Mais là est sa saveur et aussi son génie. Il ne doit rien à personne. Il a vu peu de choses dans le vaste monde. Il a tout tiré de son propre fonds. Derrière la butte sacrée s'étendaient de vastes plaines où vivaient les Barbaresques comme sur les mappemondes de la Renaissance. »

— Ferdinand Bac

« Voisin de Steinlen, aussi célèbre que lui, Willette n'a eu aucune influence sur l'art moderne. Il fut d'ailleurs l'ennemi acharné des jeunes novateurs, particulièrement des cubistes, qui lui inspirèrent de nombreuses charges. On doit lui rendre ce qui lui revient : d'avoir été le principal artisan de la légende montmartroise. Ses Arlequins, ses Pierrots lunaires, ses Colombines, ses fillettes folles de leur corps ont à jamais marqué Montmartre du sceau d'un certain érotisme romantique. Avec lui Montmartre devint la terre des amoureux, des solitaires en quête de bonnes fortunes. Concédons-lui qu'il n'y avait rien de vulgaire dans son petit monde de bohèmes et de modèles gambillant au clair de lune. Il fut le chantre de l'époque du Chat Noir, de Bruant, du Lapin Agile plus que du Moulin-Rouge et des boîtes que fréquentait Lautrec. »

— Jean-Paul Crespelle

« C'est la Parisienne effrontée qui se moque des agents, scandalise M. Prudhomme, fait la joie et l'admiration des spectateurs du café-concert ; c'est la marquise, la soubrette ou la bergère Louis XV ; c'est Colombine qui tourmente son Pierrot ; c'est la cantinière espiègle et faubourienne, compatissant aux guerriers sevrés d'amour ; c'est encore la République, Marianne aiguë et clairvoyante. On retrouve aussi dans tout son œuvre le Pierrot généreux et sentimental, rêveur mais aussi rusé, mystificateur et gavroche, auquel Willette s'identifie totalement ; les Amours joufflus, avec ou sans ailes, avec ou sans carquois ; les huissiers, les croque-morts et enfin la Mort elle-même, trop souvent présente, comme l'obsession du fêtard ou la menace effroyable qui pèse sur le guerrier. L'artiste affectionne également les chats, qu'il peint au clair de lune, sous la neige ou près des moulins… Représentant typique des grands illustrateurs humoristes de la fin du XIXe siècle, Adolphe Willette a contribué plus que tout autre à donner à Montmartre sa légende. »

— Les Muses, encyclopédie des arts

« Absorbé par l'image publicitaire, par le dessin et par la gravure, Willette reprit rarement ses pinceaux après la trentaine. C'est sans doute dommage puisqu'on retrouve dans ses toiles et ses pastels ce sentiment de grâce, de poésie légère qui a dicté quelques-unes des affiches les plus convaincantes de la Belle Époque. »

— Gérald Schurr

## Galerie

Œuvres d'Adolphe Willette
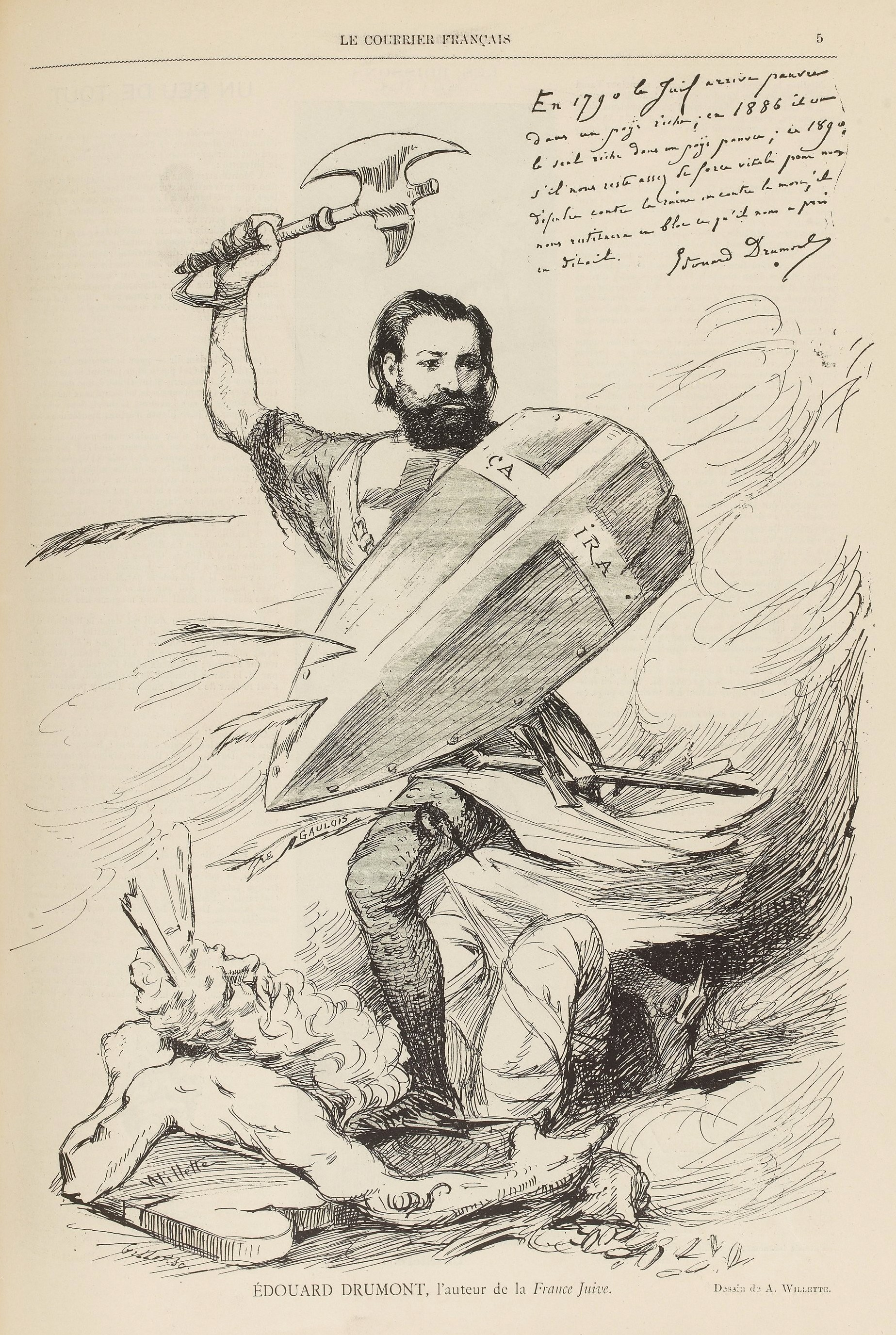
Edouard Drumont, auteur de La France juive, écrasant Moïse, dessin publié dans Le Courrier français, 1886.
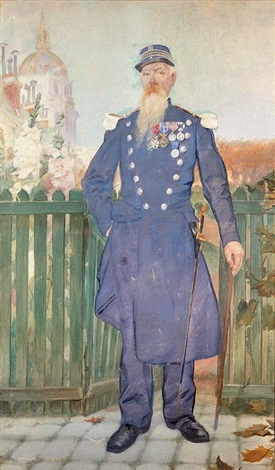
Le colonel Henri Willette devant les Invalides, le père du peintre, 1887.
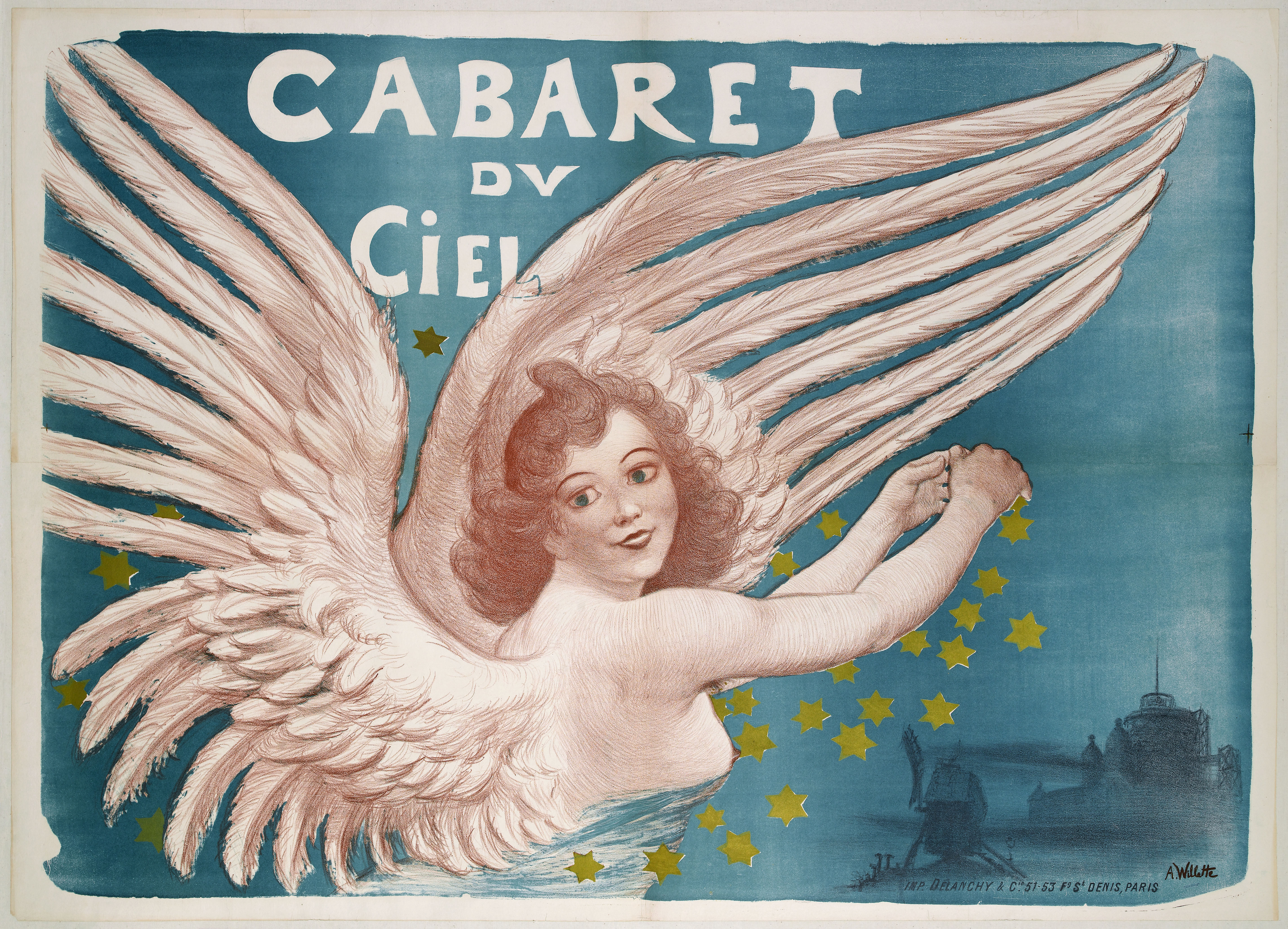
Le Cabaret du ciel, affiche lithographiée, vers 1890.
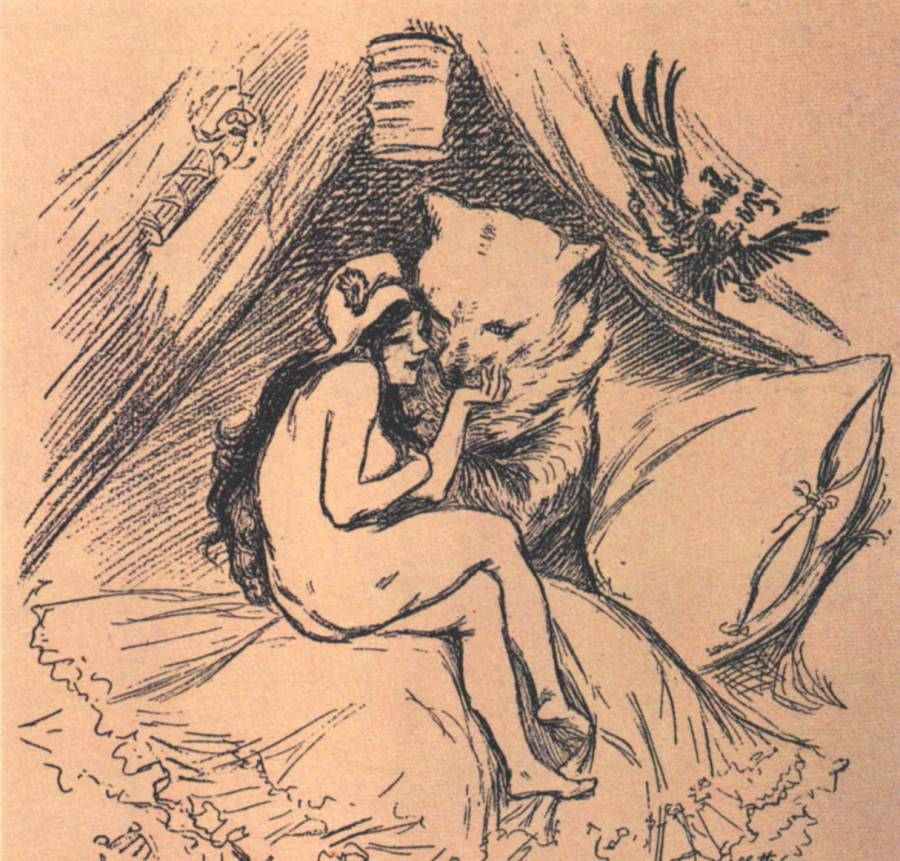
Marianne et l'Ours du Nord, dessin de presse sur l'alliance franco-russe, 1893.
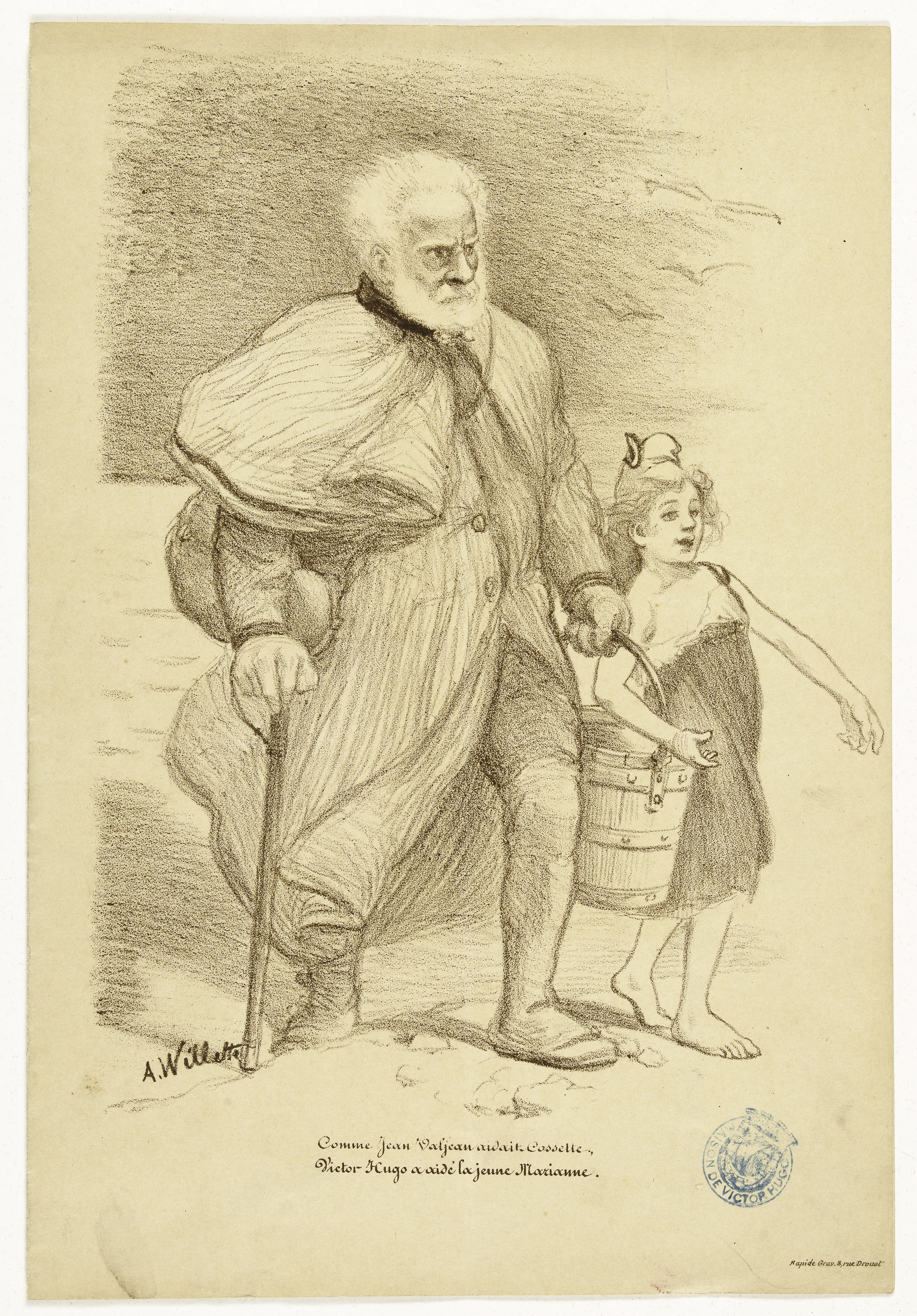
Menu pour le banquet des jeunes poètes admirateurs de Victor Hugo, 17 juin 1893.
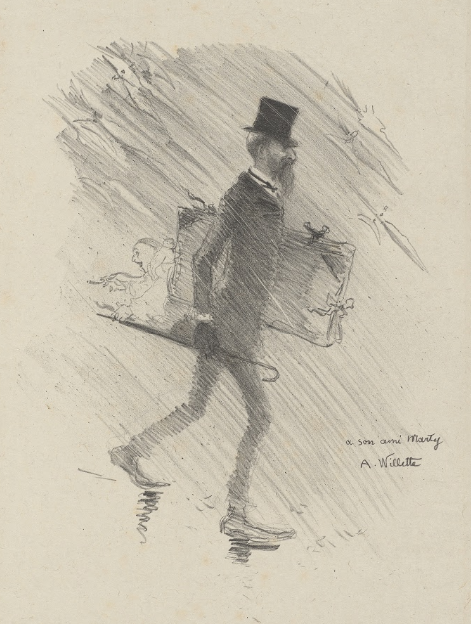
L'éditeur André Marty, dessin, 1894.
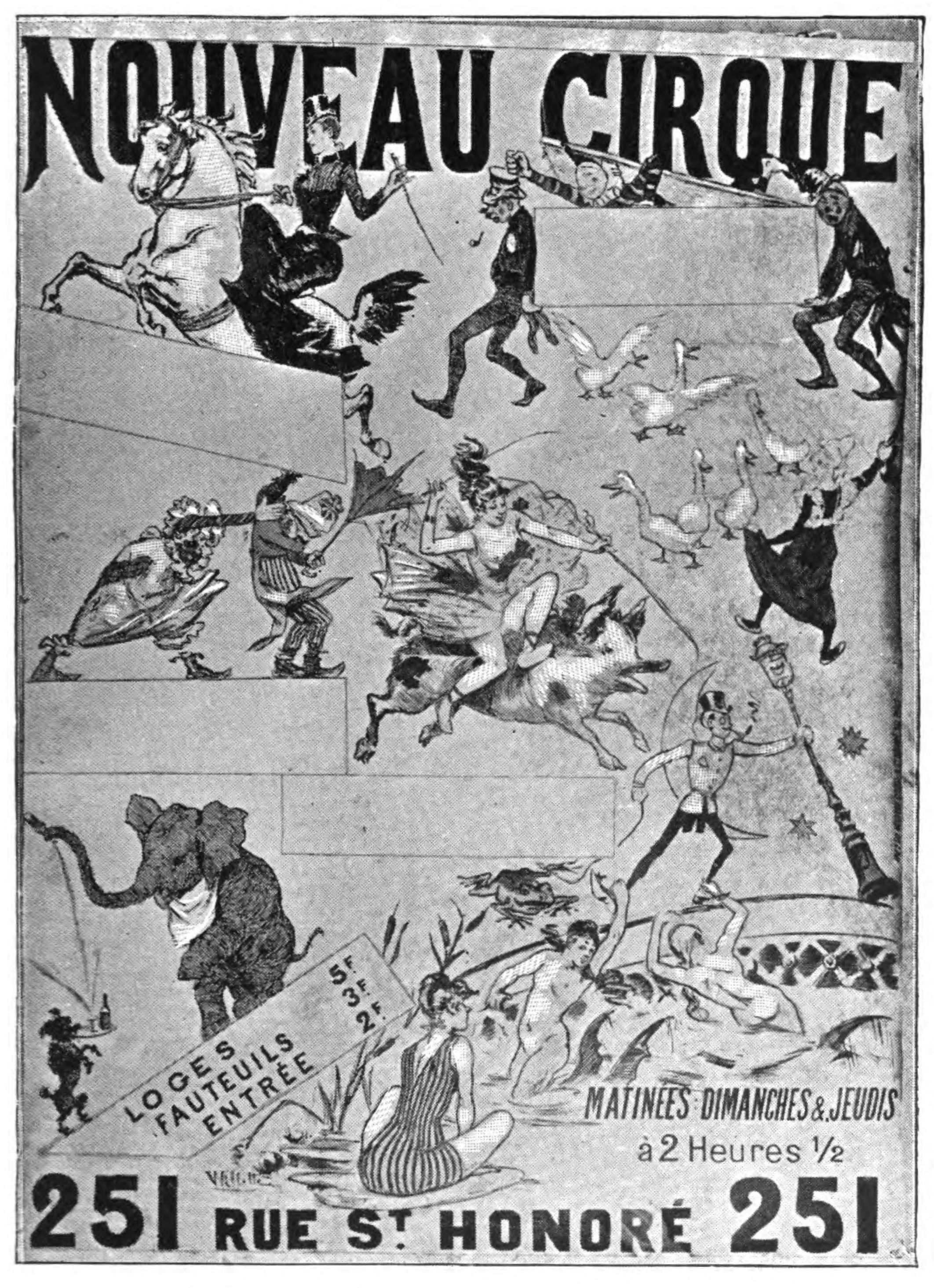
Le Nouveau cirque, affiche lithographiée, 1896.
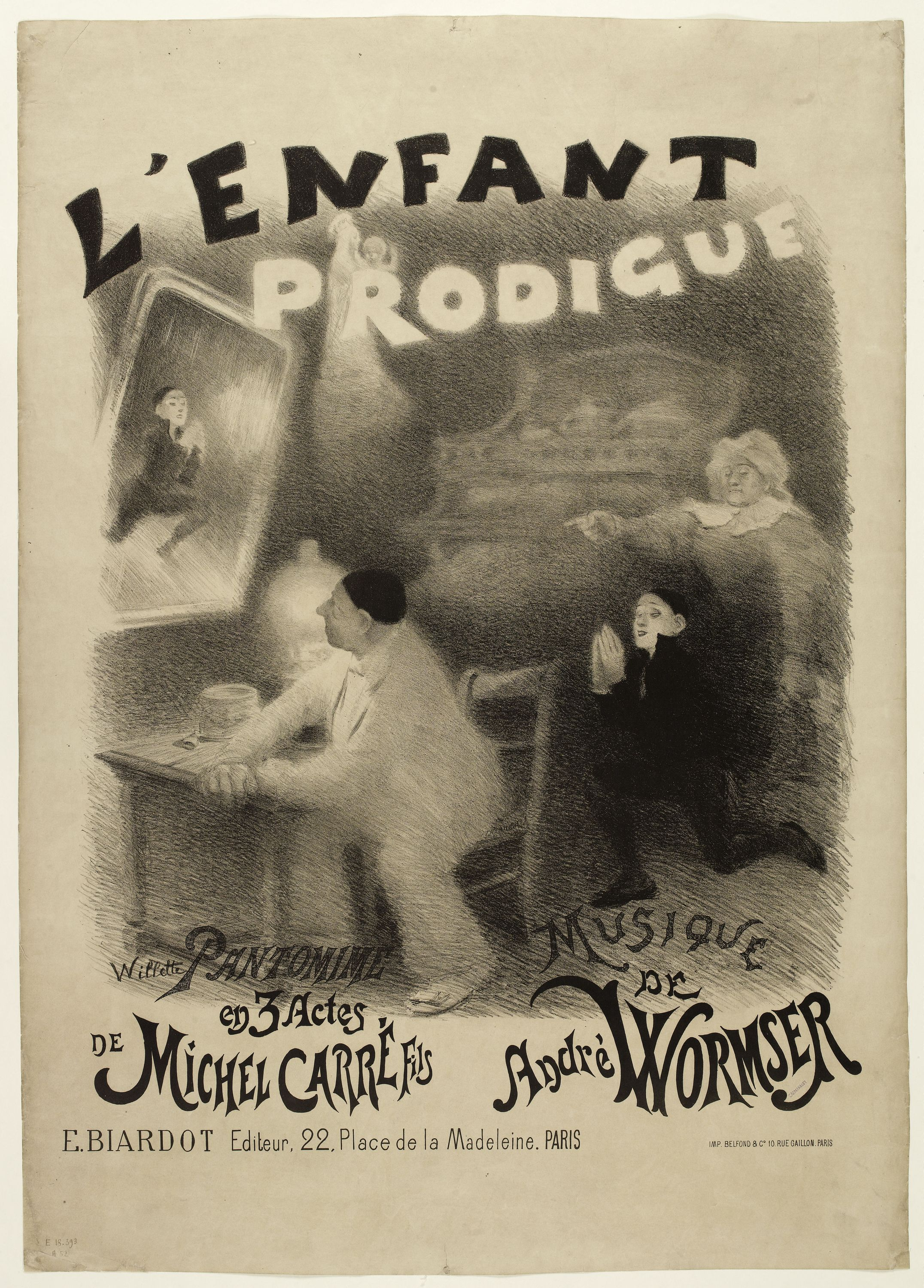
L'Enfant Prodigue, affiche lithographiée pour la pantomine, 1896.
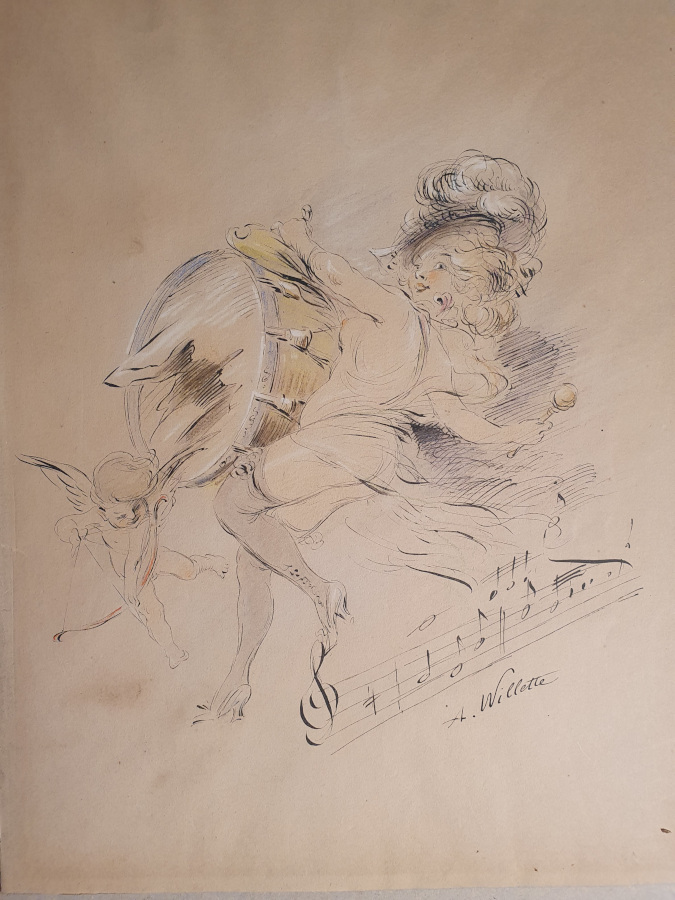
Dessin illustrant le programme du concert des ambassadeurs offert par Le Courrier français, 1er Septembre 1896.
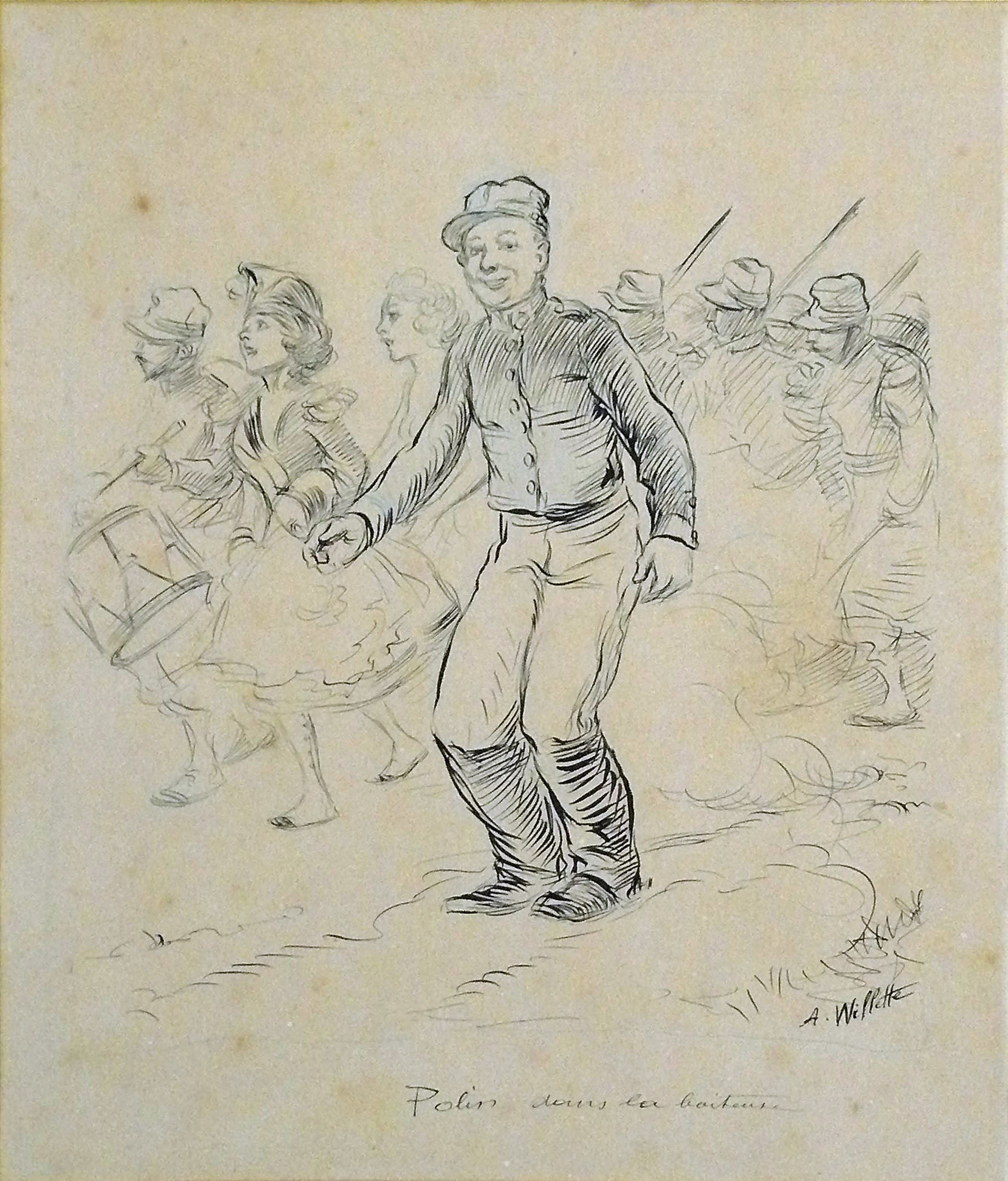
Polin dans la boiteuse, dessin pour Le Courrier français, 20 juin 1897.
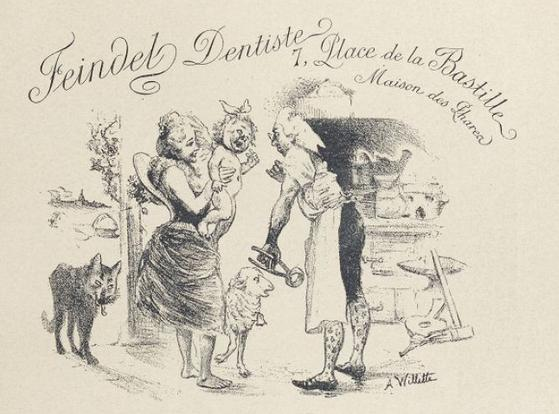
Carte de visite pour le dentiste Feindel à Paris, av. 1900.
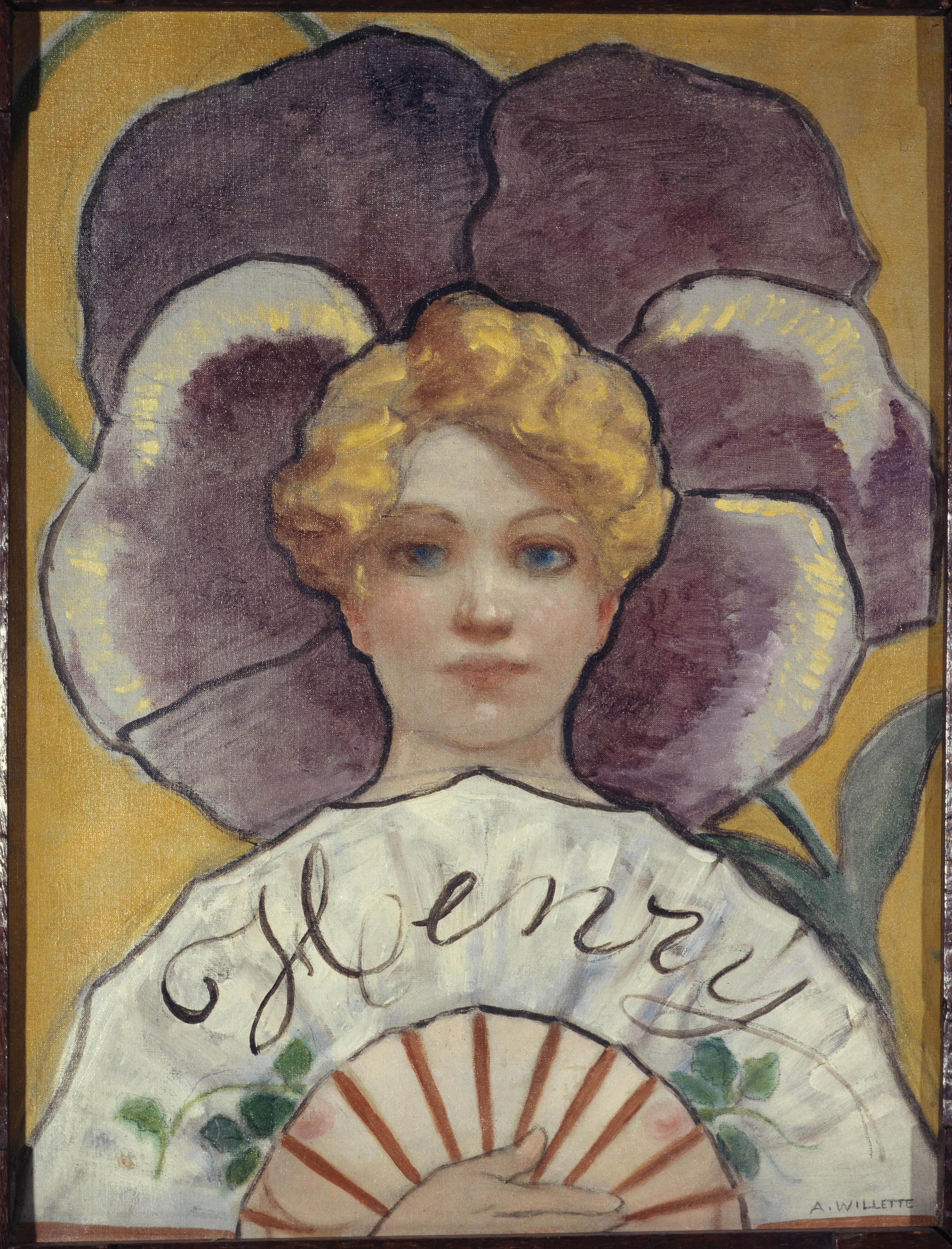
À la pensée, enseigne de la maison Henry, autrefois rue du Faubourg Saint-Honoré, vers 1900.
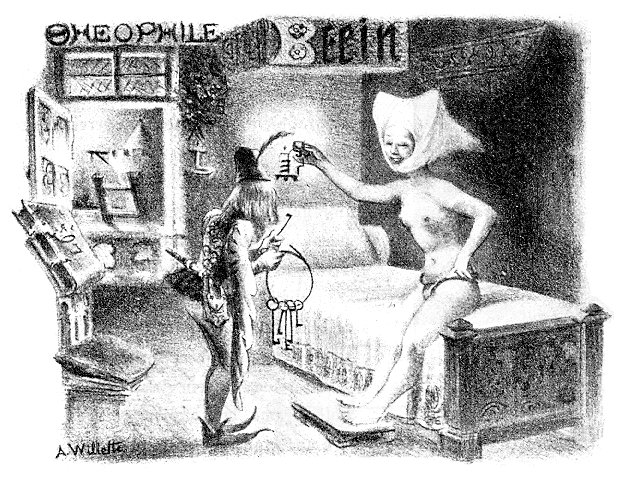
Carte de visite, vers 1900.
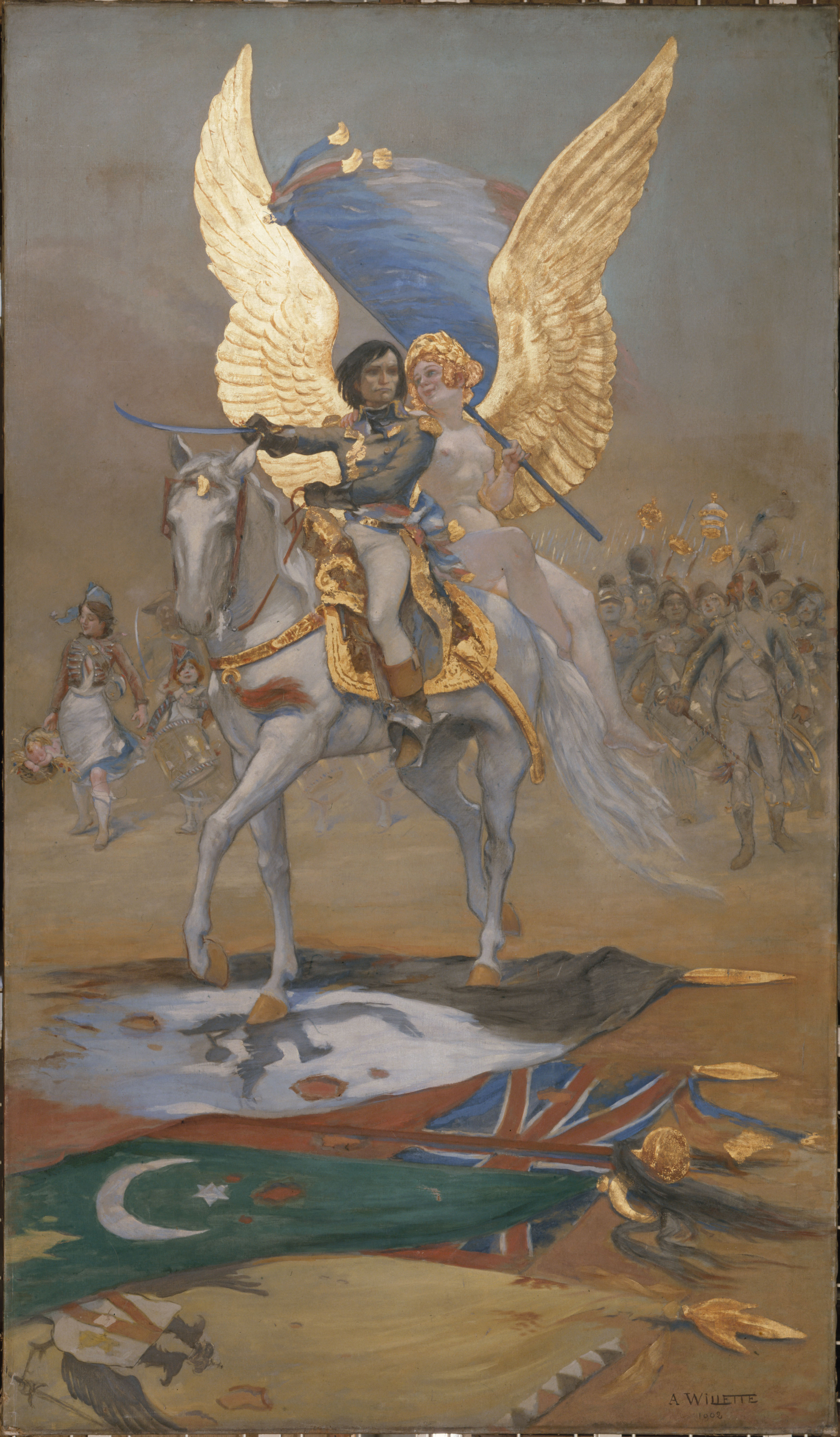
À Bonaparte, enseigne de la maison Lempereur, café autrefois rue Bonaparte à Paris, 1902.
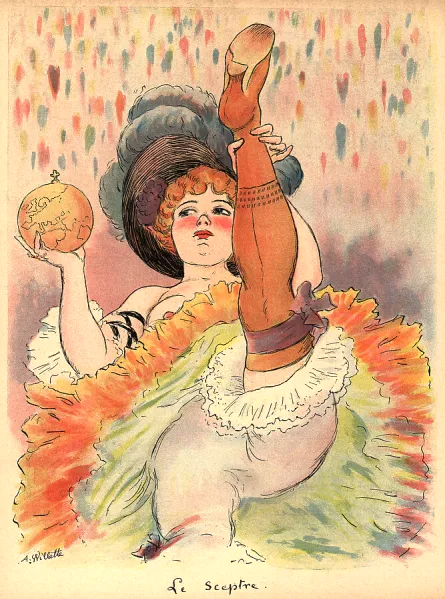
Le sceptre, dessin pour la revue L'Album, numéro 15, 1902.
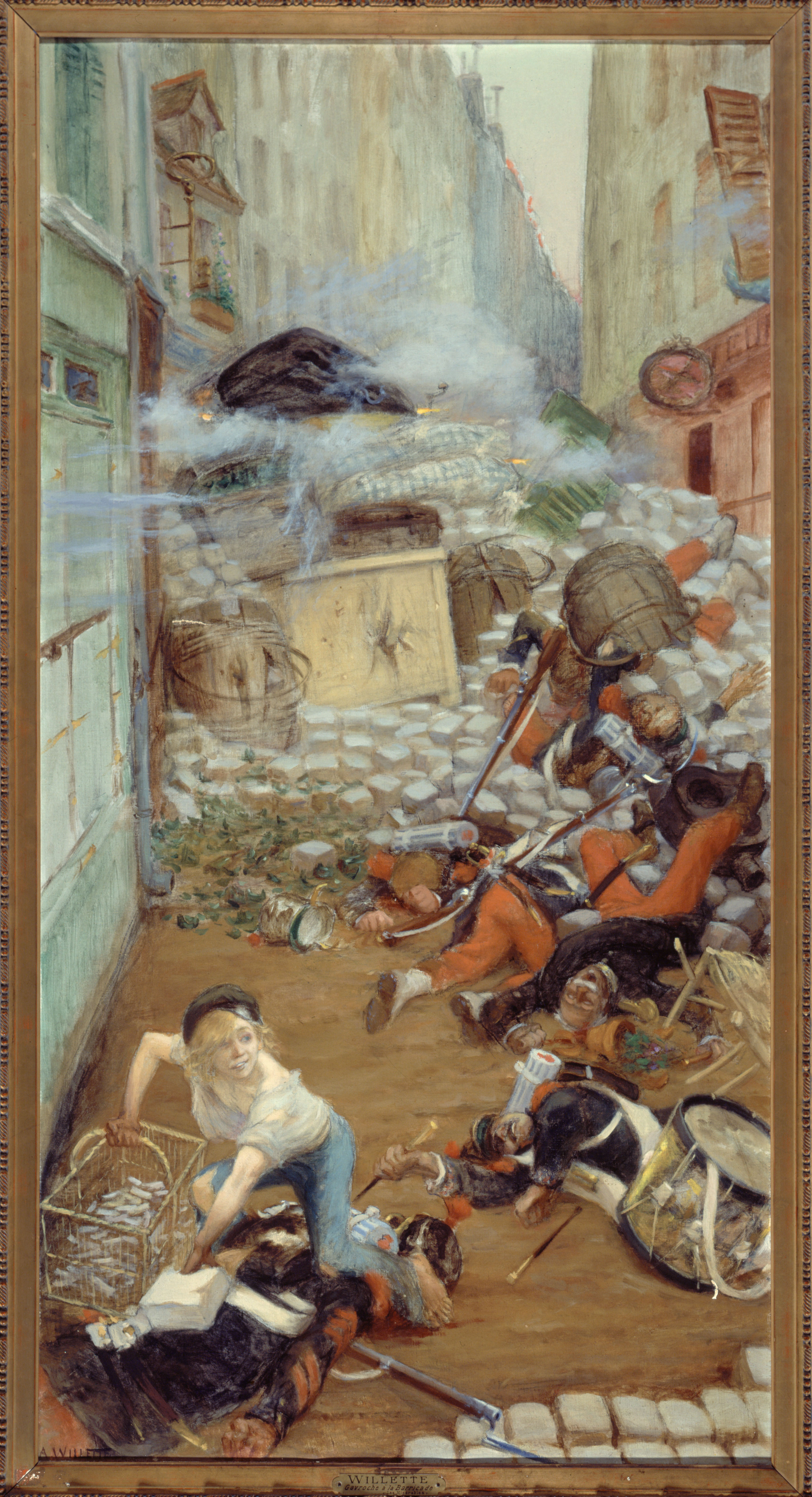
Gavroche ramassant des balles pour la barricade, huile sur toile, 1903.
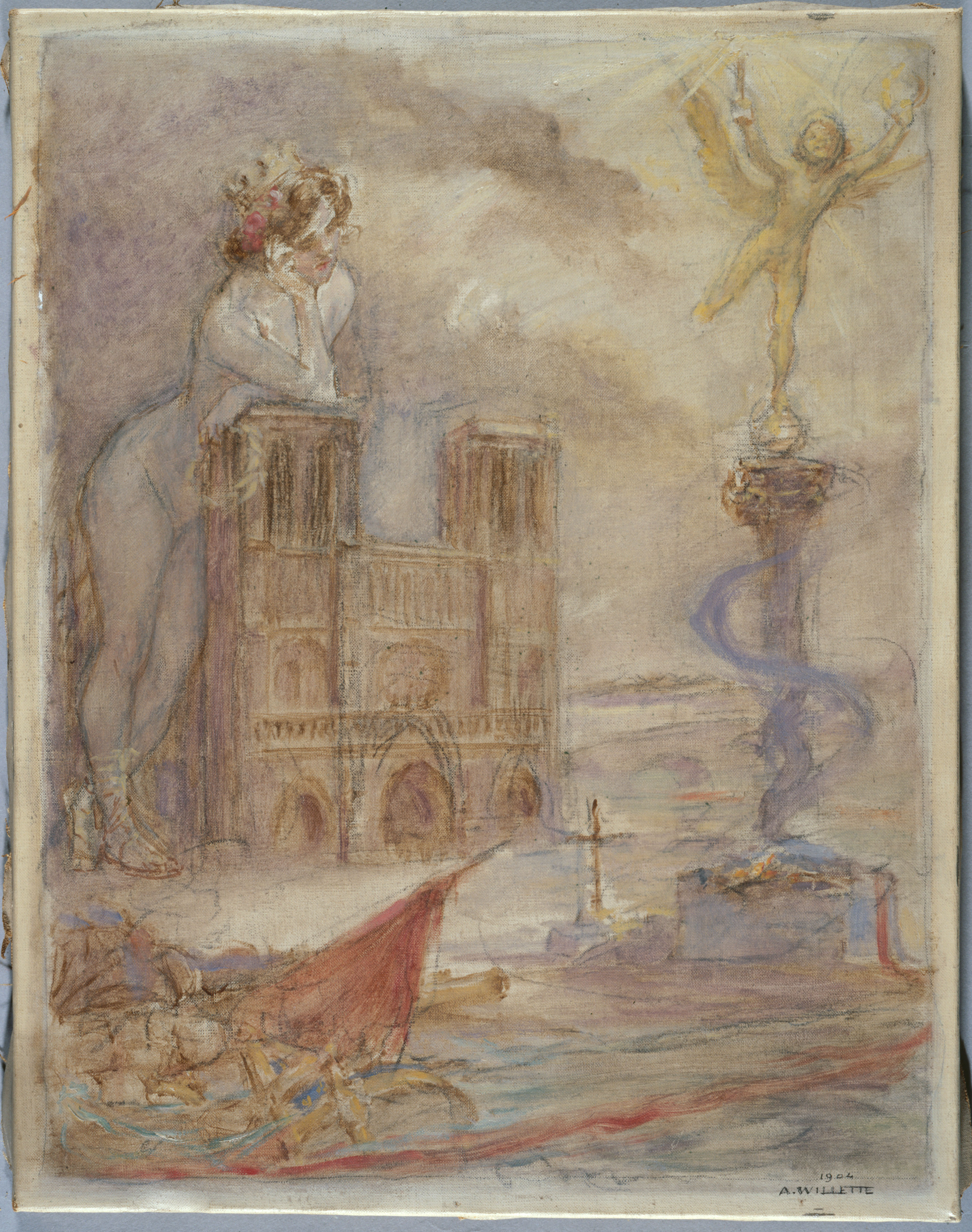
Notre-Dame de Paris, huile sur toile, 1904.
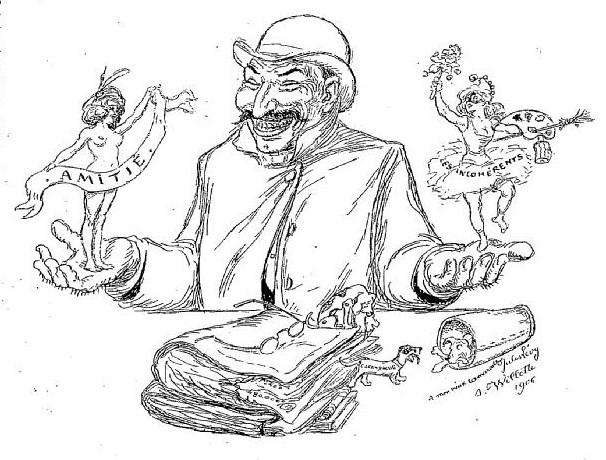
Portrait de Jules Lévy, Le Cornet, 1906.
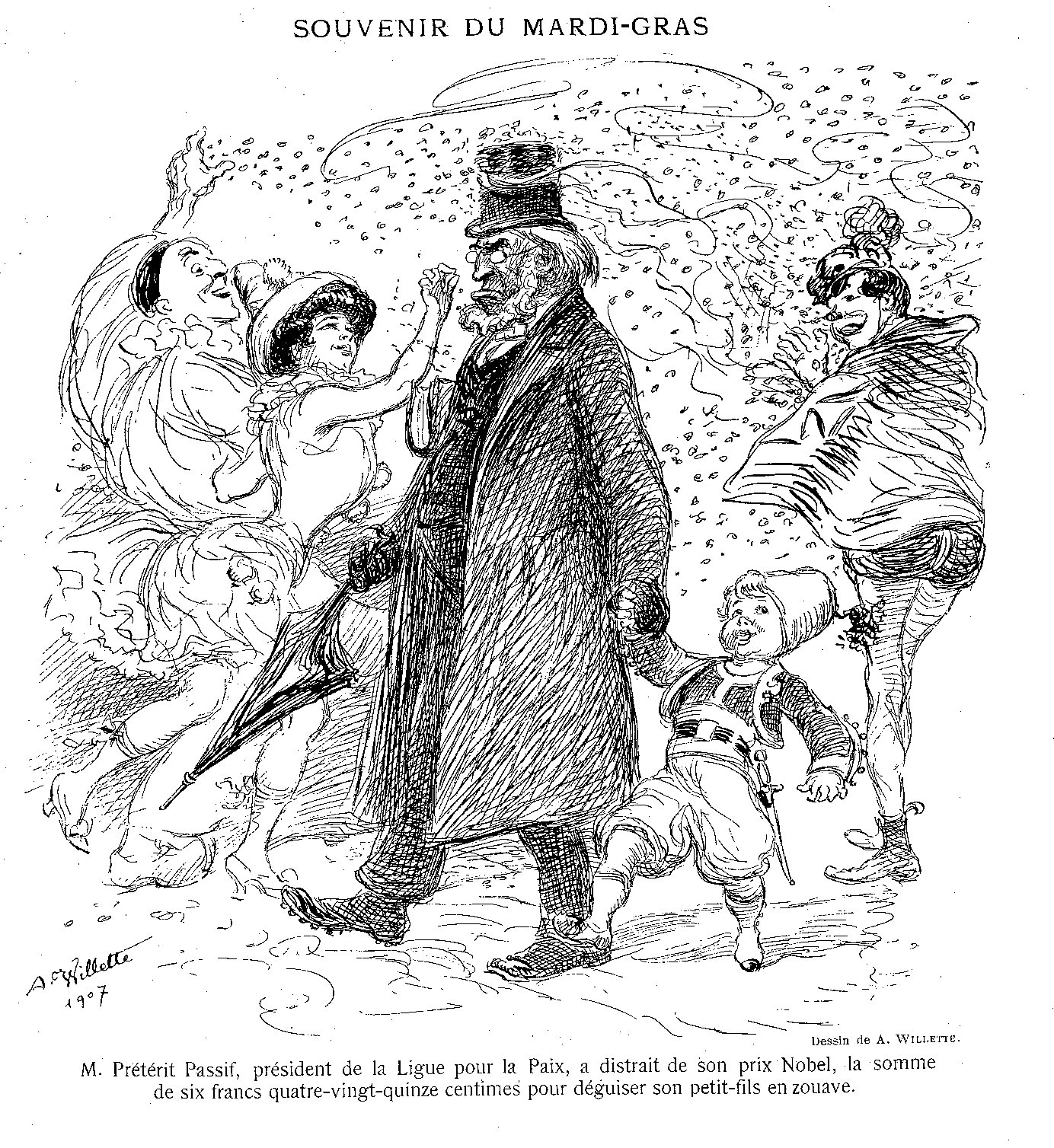
Souvenir du Mardi-Gras, dessin pour Le Courrier français, 31 janvier 1907.
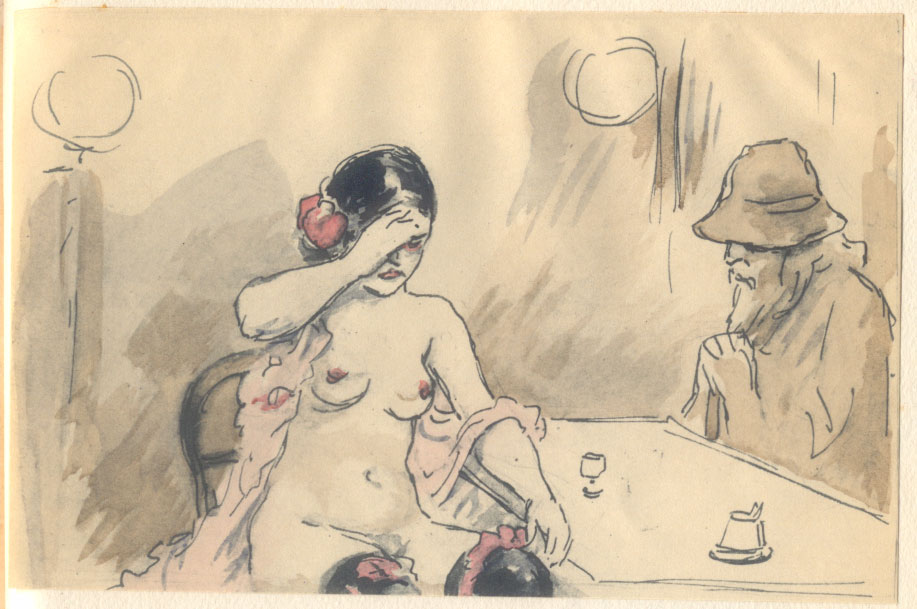
Madeleine. Monologue et 9 dessins, 1911.
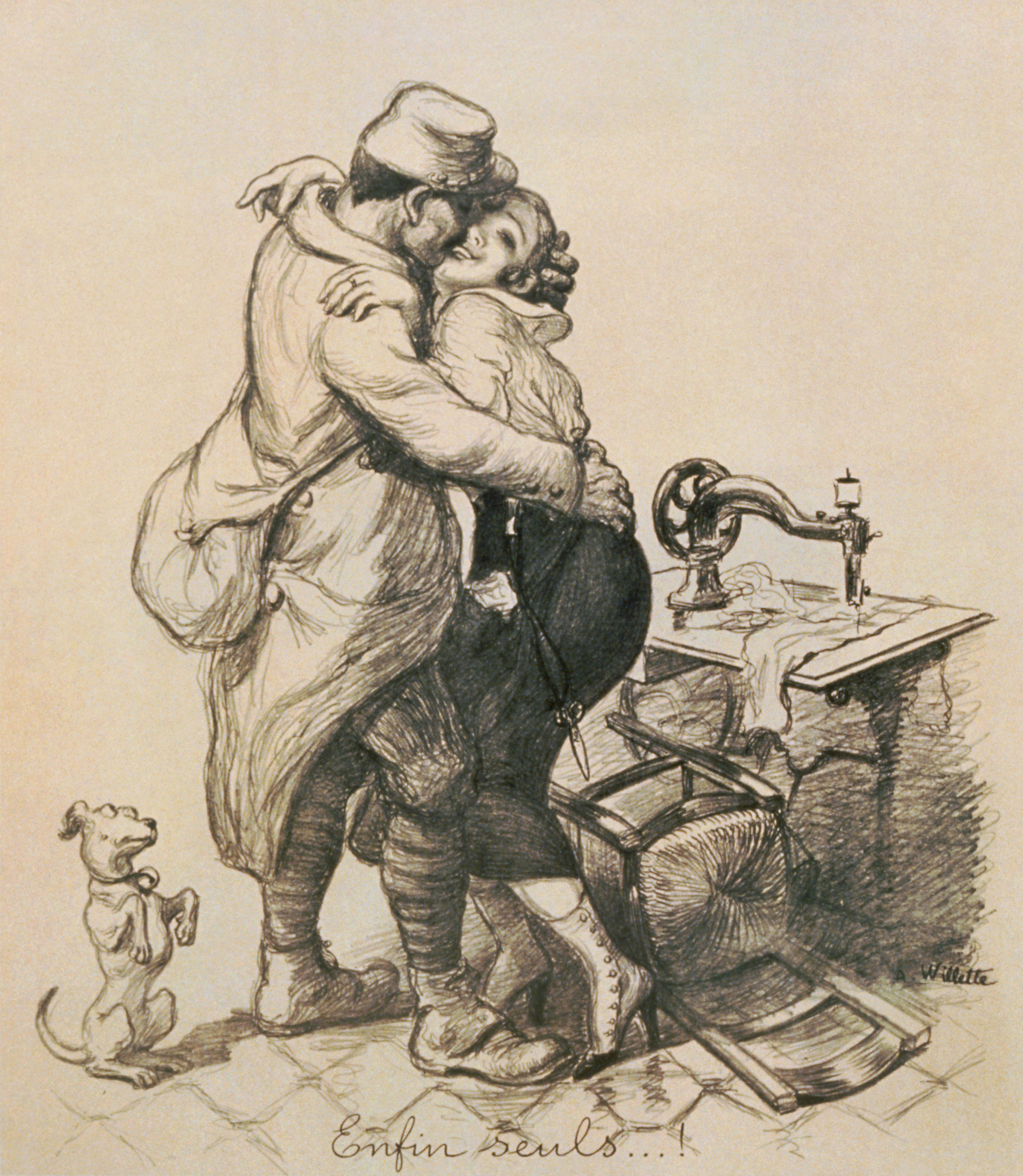
Enfin seuls...!, dessin pour la Journée du Poilu, 25 et 26 décembre 1915.
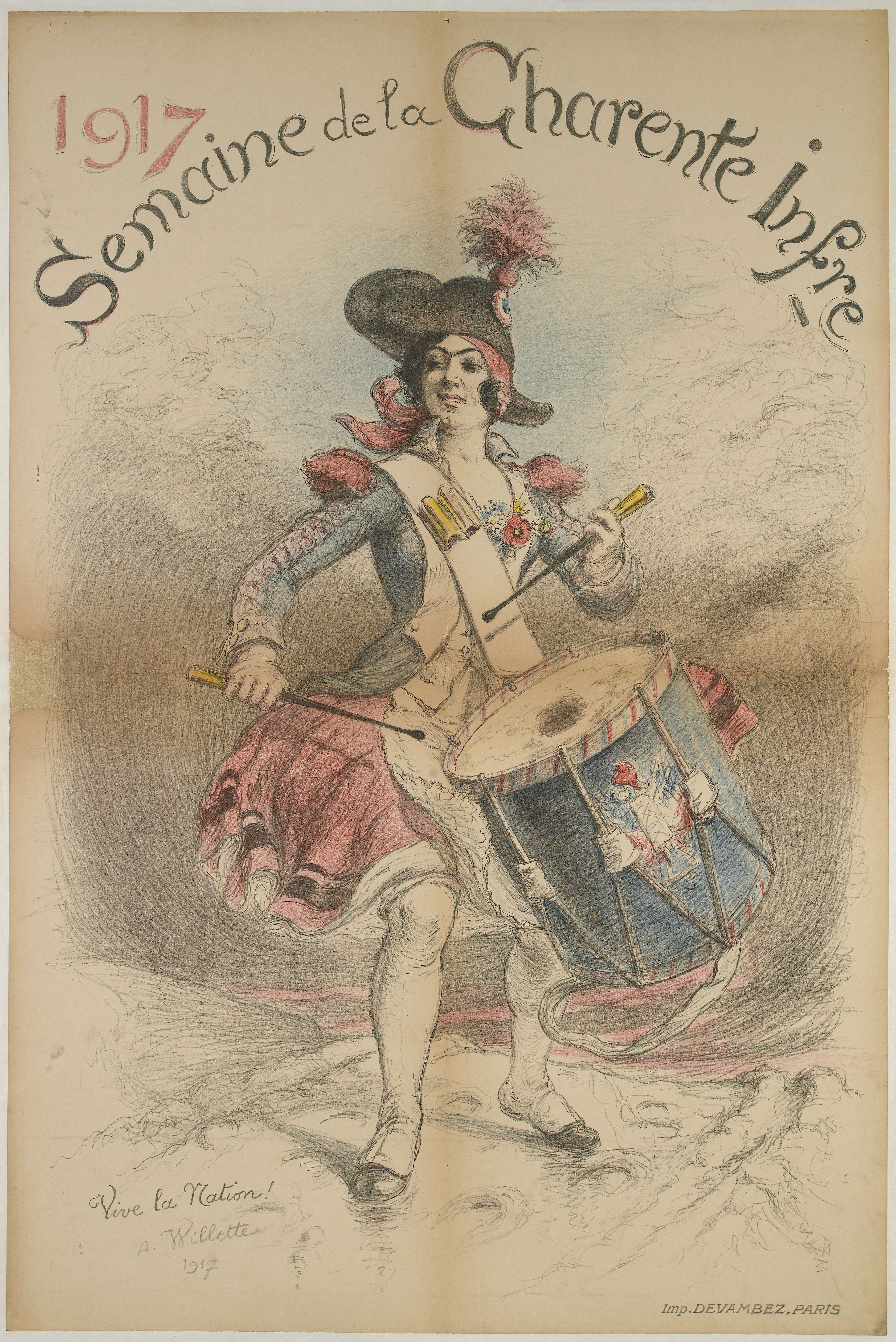
Vive la Nation !, affiche lithographiée pour la Semaine de la Charente Inférieure, 1917.

### Bibliographie

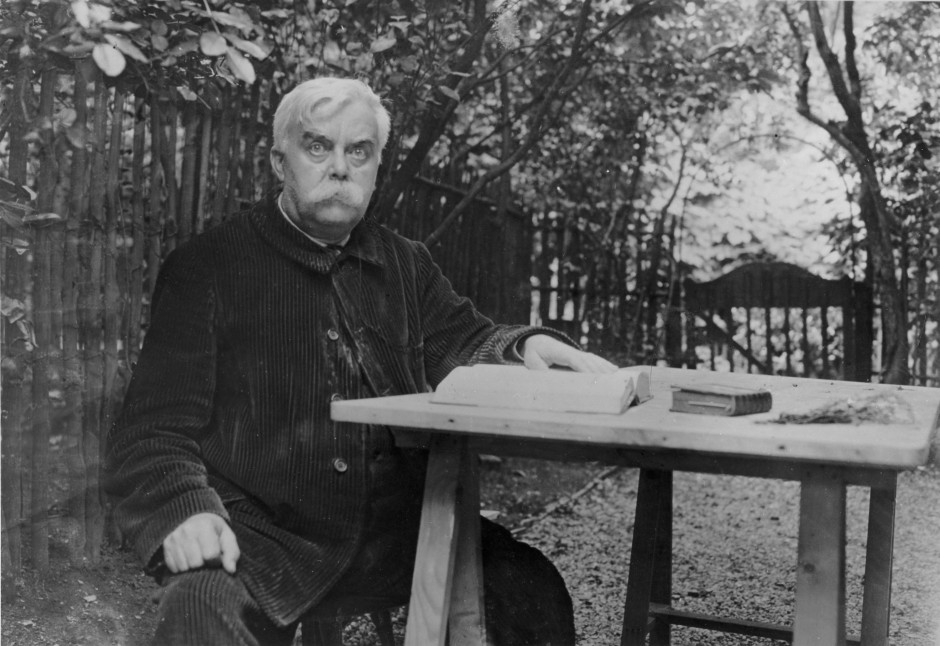
Léon Bloy.

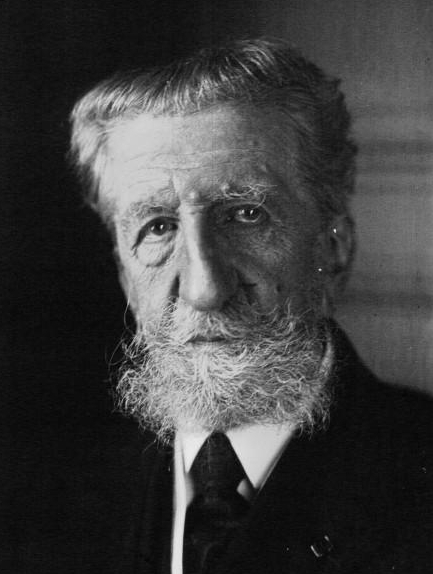
Frantz Jourdain.

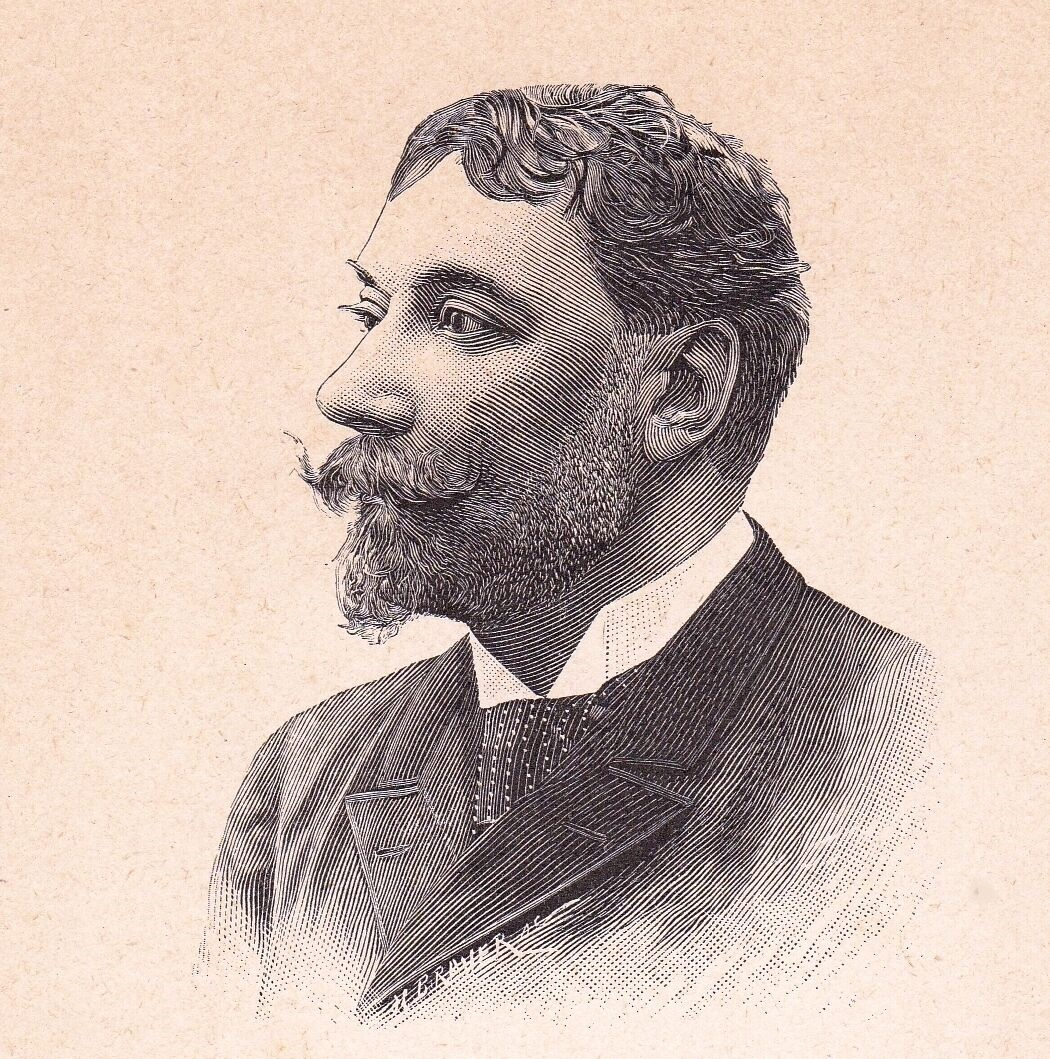
Émile Goudeau.